# Brief des Paulus an die Römer

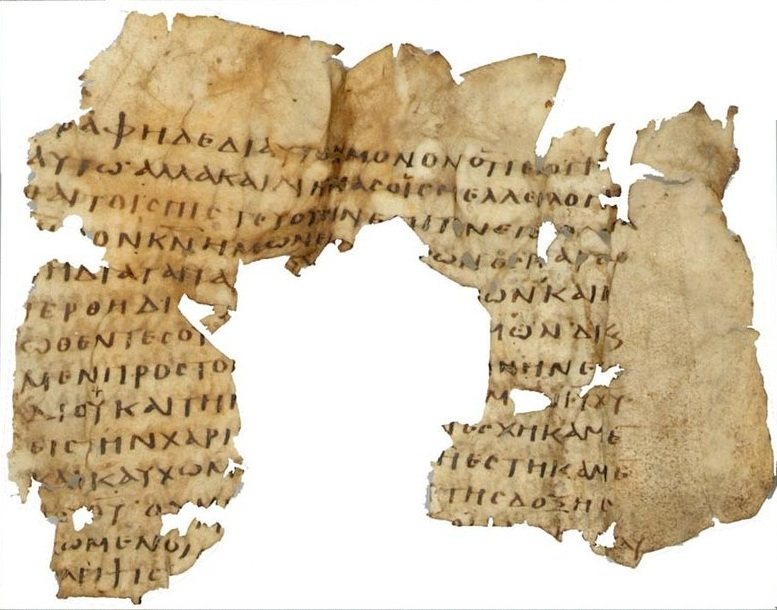
Unzial 0220, recto, mit dem Text Röm 4,23–5,3 (3. Jahrhundert)

Der Brief des Paulus an die Römer (kurz Römerbrief, abgekürzt Röm) ist eine Schrift des Neuen Testaments der christlichen Bibel, verfasst in der damaligen Verkehrssprache des östlichen Mittelmeerraumes, dem Koine-Griechischen. Der Römerbrief gehört zu jenen sieben Briefen, bei denen die Verfasserschaft des Paulus von Tarsus kaum umstritten ist. Im Römerbrief präsentiert er eine grundlegende Darstellung des von ihm verkündeten Evangeliums von Jesus Christus, ohne, wie in seinen anderen Briefen, auf konkrete Fragen oder Konflikte in der Empfängergemeinde Bezug zu nehmen.
Paulus stellt zunächst die Heillosigkeit der ganzen Welt ohne das Evangelium dar. Nichtjuden und Juden scheitern gleichermaßen. Aber durch Jesu Tod am Kreuz werden alle Glaubenden gerettet. Die Taufe deutet Paulus als Mitsterben mit Christus. Der Getaufte hat danach Anteil am Leben des auferstandenen Christus. Er kann zurückblicken auf sein scheiterndes Leben vor der Taufe und lebt in der Gegenwart zwar als schwacher Mensch, aber gestärkt durch den Geist Christi in der Hoffnung auf die zukünftige Verherrlichung. Nichts, was Angst macht, kann ihn von der Liebe Gottes trennen.
Ausführlich geht Paulus auf das Problem ein, dass die Mehrheit des jüdischen Volkes Jesus als Sohn Gottes ablehnt. Trotzdem bleibe die Erwählung Israels bestehen, und in der Zukunft werde ganz Israel ebenso wie die christusgläubigen Nichtjuden gerettet werden.
Der Römerbrief enthält auch eine Grundlegung der christlichen Ethik. Paulus empfiehlt einerseits Abgrenzung von der Mehrheitsgesellschaft, andererseits Anpassung an gesellschaftliche Normen und Unterordnung unter die staatliche Gewalt. Es kann in Alltagsfragen unterschiedliche christliche Lebensstile geben; hier ist Rücksichtnahme gefragt.
Besonders in der Reformationszeit wurde der Römerbrief als zeitlos gültiges Kompendium der christlichen Heilsbotschaft gelesen. Die neuere Exegese löst sich von der Tradition der reformatorischen Pauluslektüre mit ihrem Fokus auf Sünde und Rechtfertigung und sucht Paulus von den Fragestellungen seiner eigenen Zeit her zu verstehen.

## Einleitungsfragen

### Verfasser und literarische Integrität
| Neues Testament |
| --- |
| Evangelien |
| - Matthäus - Markus - Lukas - Johannes |
| Apostelgeschichte |
| Paulusbriefe |
| - Römer - 1. Korinther - 2. Korinther - Galater - Epheser - Philipper - Kolosser - 1. Thessalonicher - 2. Thessalonicher - 1. Timotheus - 2. Timotheus - Titus - Philemon - Hebräer |
| Katholische Briefe |
| - Jakobus - 1. Petrus - 2. Petrus - 1. Johannes - 2. Johannes - 3. Johannes - Judas                                                                                                 |
| Offenbarung |

Es besteht ein breiter Konsens, dass Paulus von Tarsus den Römerbrief verfasst hat. Versuche, ihn dem Paulus abzusprechen, haben sich ebenso wenig durchsetzen können wie Teilungshypothesen, die den Römerbrief als Kombination von zwei oder mehr Briefen erklären oder größere Interpolationen im Text des Briefes annehmen. Die Schlussdoxologie Röm 16,25–27  gilt vielen Exegeten als sekundärer Zusatz. Es handelt sich ansonsten um Minderheitsmeinungen: William O. Walker Jr. plädiert dafür, Röm 1,18–2,29 als Interpolation anzusehen. darüber hinaus hält er Röm 13,1–7  und Röm 16,25–27  für interpoliert. Eine literarkritische Teilung des Römerbriefs schlägt beispielsweise Walter Simonis vor.
Ian J. Elmer sieht in dem Schreiber Tertius, der sich Röm 16,22  selbst zu Wort meldet, einen Mitverfasser des Römerbriefs. Diese These hat zwei Schwierigkeiten: Sie kann die sprachlichen Übereinstimmungen mit anderen Paulusbriefen nicht erklären, und sie muss dem sonst unbekannten Tertius eine aktive Rolle in der paulinischen Mission zuweisen. Wie immer man sich die Arbeit des Tertius vorstellt, als Niederschrift nach Diktat oder Ausarbeitung (stenografischer) Notizen, Paulus behielt ein hohes Maß an Kontrolle über den Text, so dass dieser nicht nur seine Gedanken, sondern auch seine Formulierungen enthält.

### Entstehungsort und -zeit
Mehrere Indizien im Text des Römerbriefs weisen auf Korinth als Abfassungsort. Paulus erwähnte in Röm 16,23  einen Gaius, bei dem er zu Gast war. Vermutlich war er mit dem laut 1 Kor 1,14  von Paulus getauften Korinther Gaius identisch. Phoibe aus Kenchreai, dem Vorhafen von Korinth, brachte den Brief nach Rom. Sie wäre ohnehin in ihren eigenen Geschäften nach Rom gereist; Paulus nutzte die Gelegenheit, ihr seinen Brief mitzugeben – Phoibes Reise war der Anlass für die Abfassung des Römerbriefs. Der Abfassungsort Korinth wird für die Exegese auch dadurch interessant, weil in Kapitel 14 Themen angesprochen werden, die in Korinth aktuell waren. Phoibe und eventuell auch Tertius, falls er ihr Sklave war, vertraute Paulus die Erläuterung des Briefs in den römischen Hausgemeinden an.
Schwieriger ist die Bestimmung der Abfassungszeit. Paulus blickte voraus auf seine bevorstehende Jerusalemreise. Das versteht man meist so, dass der Brief geschrieben wurde, während im Winter die Seefahrt ruhte, die im Frühjahr wieder aufgenommen wurde. Der Brief wird heute mehrheitlich auf den Winter 55/56 n. Chr. datiert, mit einer Schwankungsbreite von ein oder zwei Jahren. Diese Datierung hängt aber daran, dass man die Angaben der Apostelgeschichte zur Begegnung des Paulus mit dem Statthalter von Achaia, Gallio (Apg 18,12–17 ), und die weiteren Reisenotizen in diesem Werk für historisch belastbar hält. Dann kann man nämlich von der bekannten Amtszeit des Gallio (Juli 51 bis Juni 52) aus weiterrechnen. Bei größerer Skepsis gegenüber der Apostelgeschichte bleibt nur eine grobe Datierung in die zweite Hälfte der 50er Jahre.
Paulus plante, in Jerusalem eine Kollekte zu übergeben, die er in seinen heidenchristlichen Missionsgemeinden gesammelt hatte. Er ließ die Adressaten des Römerbriefs an seiner Unsicherheit teilhaben, ob die Jerusalemer Muttergemeinde dieses Geld denn annehmen würde (Röm 15,31 ). Aus Sicht des Paulus ging es hier um die Akzeptanz seiner Gemeindegründungen. Aus Sicht der Jerusalemer Judenchristen konnte die Annahme heikel sein, denn dort nahmen die politischen Spannungen im Vorfeld des Jüdischen Krieges zu. Umstritten war dabei, ob vom römischen Staat finanzierte Opfer im Jerusalemer Tempel dargebracht werden dürften. Das betraf dann auch generell die Annahme der Spenden von Nichtjuden.
Paulus sah seine Tätigkeit im östlichen Mittelmeerraum als beendet an und wollte Rom als Basis für eine künftige Mission in Spanien nutzen. „In der Situation des Römerbriefs scheint weniger ‚Rom‘ auf Paulus als der Apostel auf die römische Gemeinde angewiesen zu sein,“ folgert Horst Balz.

### Adressaten
Im Gegensatz zu den Adressaten seiner anderen Briefe hatte Paulus die römische Gemeinde nicht gegründet. Nirgends gibt der Römerbrief zu erkennen, dass den Verfasser konkrete Nachrichten über die Christen in Rom erreicht hatten. „Dort, wo Paulus sonst über die Adressaten seiner Briefe spricht, spricht er im Römerbrief über sich selbst.“
Der Text des Römerbriefes spricht sowohl Heidenchristen wie auch Judenchristen oder nichtchristliche Juden an ("Euch aber, den Heiden, sage ich..." Röm 11,13 ; "Wenn du dich aber Jude nennst..." Röm 2,17 ). Es wird jedoch angenommen, dass die römische Christengemeinde überwiegend aus Heidenchristen bestand. Manche Autoren gehen so weit, dass sich Paulus ausschließlich an Heiden habe wenden wollen. Michael Wolter vertritt die Position, nach der sich Paulus in seinem Brief nicht mit den Fragestellungen von Judenchristen, hingegen ausführlich mit dem Judentum, das Jesus Christus ablehnte, auseinandergesetzt habe: „Der historische Sachverhalt, dass es in Rom Judenchristen gab, und der theologische Dialog mit dem Judentum, den Paulus auf der literarischen Ebene des Römerbriefs führt, müssen darum sorgfältig auseinandergehalten werden…“ Nach Klaus Haacker setzt Paulus im Römerbrief viel Bibelkenntnis voraus, auch wenn man annimmt, dass die Leser als „Gottesfürchtige“ aus dem Umkreis der Synagoge kamen und deshalb über jüdisches Wissen verfügten. Vielleicht habe er sein Publikum überfordert, doch möglicherweise geschah das mit Absicht, um sie mit der eigenen Schriftgelehrsamkeit zu beeindrucken. Eine Reihe von Kommentatoren rechnet damit, dass Paulus den Brief auch im Blick auf bevorstehende Auseinandersetzungen mit dem orthodoxen Judentum in Jerusalem geschrieben habe und deswegen das Evangelium nicht als gänzlich neuen Weg beschrieben habe; Norbert Baumert geht hingegen immer auch von Judenchristen als Adressaten aus, deren Glaube Paulus legitimiere, weswegen Baumert übersetzt "Zu-Erkenntnis zum Gesetz", da die ursprüngliche Erkenntnis dadurch nicht verworfen worden sei.
Vor allem aus der Grußliste in Kapitel 16 lassen sich einige Informationen zu den römischen Christen erheben. Sie waren in Hausgemeinden organisiert, eine „Vollversammlung“ aller Christen in Rom ist im Römerbrief ebenso wenig bezeugt wie gesamtgemeindliche Ämter. Die Namen der Gegrüßten deuten auf Personen, die aus dem Osten zugewandert waren; es gibt in der Liste einige typische Sklavennamen. Paulus nannte fünf Männer, aber sieben Frauen, die in Rom missionarische oder gemeindebezogene Aufgaben hatten.
Eigentliche Adressaten des Römerbriefs waren die Mehrheit der römischen Christen, die Paulus nicht kannten. Die ausführliche Grußliste sollte im Sinn des Paulus zeigen, dass er mit den Christen in Rom trotzdem durch ein soziales Netzwerk verbunden war. Das sollte Nähe und Vertrauen zwischen Briefschreiber und Adressaten schaffen.

### Literarischer Charakter
Der Römerbrief lässt sich am ehesten als antiker Freundschaftsbrief bezeichnen, wie ihn Pseudo-Demetrios von Phaleron beschrieb. „Freundschaftlich“ schreiben konnte in dieser Weise auch der Hochgestellte an den Untergebenen und der Absender an einen ihm persönlich unbekannten Empfänger.
Versuche, die Briefstruktur als rhetorische Disposition zu bestimmen, haben keine allgemein anerkannten Ergebnisse erbracht. Doch wird durch eine solche Fragestellung deutlich, dass Röm 1,16–17  als Leitsatz (propositio) fungiert: Hier wird das Thema des gesamten Schreibens benannt.
Wenn Paulus schreibt, als antworte er auf Zwischenrufe, so nimmt er Anleihen beim Vortrag zeitgenössischer Wanderphilosophen, der Diatribe. Als Diatribe bezeichnet man eine populärphilosophische, eklektizistische Abhandlung. Üblich sind Dialogelemente und ein lebhafter Ton. Umstritten ist, ob Paulus seinen fiktiven Gesprächspartner Meinungen vorbringen lässt, die eine bestimmte Position erkennen lassen – oder ob die Einwände und Fragen den Text nur lebendiger gestalten sollen.
In Kapitel 7 erkennt man eine Prosopoiie, eine Art Rollenspiel, wobei der Verfasser verschiedene Standpunkte in der Ich-Form zu Wort kommen ließ. Seine Leser kannten dies aus dem antiken Drama. Wenn Paulus so in wechselnde Rollen schlüpfte, zeigte er jeweils Typisches und bezog seine Leser emotional mit ein.
Seine Aussagen belegte Paulus im Römerbrief häufig mit Zitaten aus den heiligen Schriften des Judentums. Am beliebtesten ist das Jesajabuch (18 Zitate), dann folgt das Buch der Psalmen (13 Zitate), und mit je sieben Zitaten teilen sich die Genesis und das Deuteronomium Platz drei. Der Text, den er las, lässt sich recht genau als „(jüdische) Septuaginta-Rezension hebraisierenden Charakters“ bestimmen. Seine Exegese verrät seine theologische Prägung durch das hellenistische Diasporajudentum; typische Merkmale der rabbinischen, jüdisch-alexandrinischen und qumranischen Textauslegung fehlen weitgehend. Eine Ausnahme ist Kapitel 4, wo Paulus zwei Hillel zugeschriebene Auslegungsregeln anwandte: den Analogieschluss (Gezera schawa) und den Schluss aus dem Kontext (Dabar ha-lamed me-injano).

### Zweck des Schreibens
Was Paulus mit dem Römerbrief bezweckte, wird unterschiedlich bestimmt. Das hat aber Auswirkungen auf die Gesamtinterpretation. Hier einige neuere Deutungen:
- Paulus stellt sein zeitlos gültiges Evangelium ohne aktuelle Bezüge dar (Eduard Lohse 2003).
- Paulus wendet sich gegen eine judenchristliche Partei, die in Rom, ähnlich wie in Galatien, an Einfluss gewinnt. Diese in der älteren Forschung häufige These vertritt Peter Stuhlmacher in seinem Kommentar (1989).
- Paulus hat vor, den Jerusalemer Judenchristen die Kollekte aus seinem Missionsgebiet zu überbringen. Er weiß aber nicht, wie die Empfänger ihn aufnehmen. Was er den Jerusalemern eigentlich gerne sagen würde, im Zusammenhang dargestellt, schreibt er nach Rom (Günther Bornkamm 1971, ähnlich Ulrich Wilckens in seinem Kommentar 1978/1982). Bornkamm bezeichnete den Römerbrief als „Testament des Paulus“, da dieser sich der Gefahr bewusst gewesen sei, in die er sich in Jerusalem begab.[37]
- Die römischen Hausgemeinden waren nicht von Paulus gegründet und bildeten (in der Metropole Rom) keine gemeinsame Ekklesia. Der Römerbrief schafft nun das apostolische Fundament (Günter Klein 1969)[38], er macht aus den verstreuten Hauskreisen eine Ortskirche, die im Sinn des Paulus Mission treiben soll (Angelika Reichert 2001).
- In einer Zeit eskalierender Spannungen zwischen Juden und Nichtjuden kurz vor dem Beginn des Jüdischen Krieges enthält der Römerbrief eine Versöhnungsbotschaft (Klaus Haacker 2006).
- Paulus steht an einem biographischen Wendepunkt und klärt für sich selbst seine Botschaft als Apostel und sein Verhältnis zu seinem eigenen jüdischen Hintergrund (Michael Wolter 2014/2019). Wolter verfasste den ersten deutschsprachigen Römerbrief-Kommentar, der die New Perspective on Paul berücksichtigt, ohne allerdings die darauf aufbauende, weitgehend im englischsprachigen und im skandinavischen Raum geführte Diskussion über Paulus innerhalb des Judentums (Paul within Judaism) aufzunehmen.[39]

### Textüberlieferung

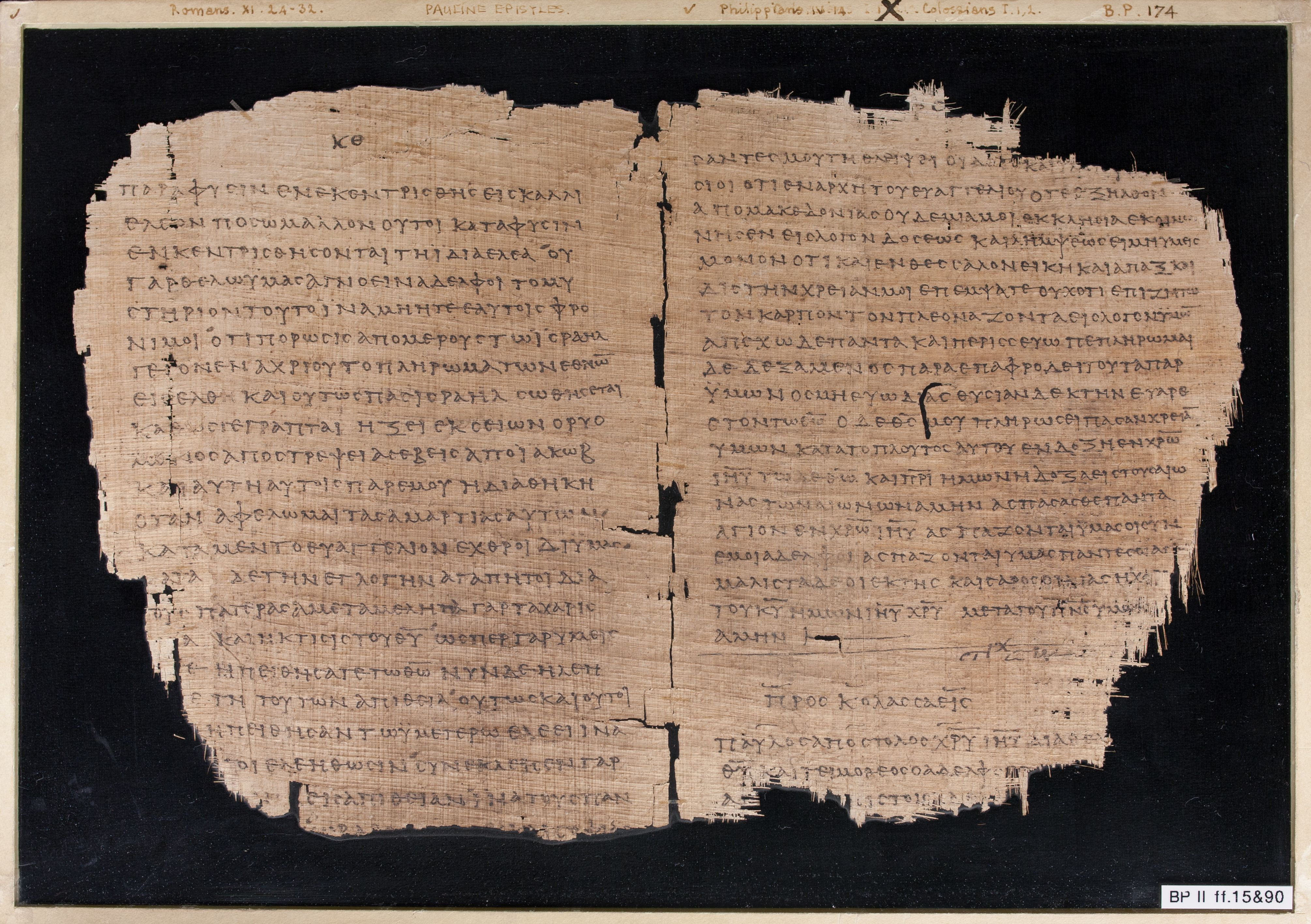
Papyrus 46, der älteste Textzeuge des Römerbriefs. Doppelblatt, links, rechts das Ende des Philipper- und der Beginn des Kolosserbriefs (Chester Beatty Library)

Der älteste Textzeuge des Römerbriefs ist {\displaystyle {\mathfrak {P}}}46 (zwischen 175 und 225 n. Chr.). Ihm kommt aus zwei Gründen eine besondere Bedeutung zu: Er ist der früheste Zeuge für eine Sammlung der Paulusbriefe (Corpus Paulinum) mit dem Römerbrief an der Spitze. Außerdem fließt die Überlieferung des Römerbriefs auf Papyrus, von {\displaystyle {\mathfrak {P}}}46 abgesehen, spärlich. Aus dem 3. Jahrhundert stammen die schlecht erhaltenen Fragmente der Papyri {\displaystyle {\mathfrak {P}}}40, {\displaystyle {\mathfrak {P}}}113 und {\displaystyle {\mathfrak {P}}}118 und Unzial 0220, die obere Hälfte eines Blattes aus einem Pergamentcodex. Die großen Pergamentcodices des 4. und 5. Jahrhunderts enthalten den vollständigen Text des Römerbriefs: Codex Sinaiticus, Codex Alexandrinus, Codex Vaticanus Graecus 1209; der Codex Ephraemi Rescriptus hat allerdings größere Lücken.
Der Schluss des Römerbriefs bietet besonders schwierige Probleme der neutestamentlichen Textkritik. Die handschriftliche Überlieferung geht in den Kapiteln 15 und 16 weit auseinander, doch lassen sich die insgesamt 14 verschiedenen Fassungen zwei Grundtypen zuordnen:
- eine Langfassung, in der auf Kapitel 1–14 das Kapitel 15 folgt;
- eine Kurzfassung, in der die Schlussdoxologie Röm 16,25-27 EU direkt auf Kapitel 1–14 folgt.

Die Langfassung ist nach Michael Wolter die ursprüngliche. Das Fehlen der Kapitel 15 und 16 in der Kurzfassung ist demnach auf einen Blattverlust zurückzuführen, der am Ende antiker Manuskripte öfter vorkam. Das heißt auch, dass Kapitel 15 und 16 zusammengehören. Wer aus inhaltlichen Überlegungen nur die Grußliste in Kapitel 16 abtrennt, hat laut Wolter „die gesamte Textüberlieferung gegen sich.“

## Gliederung

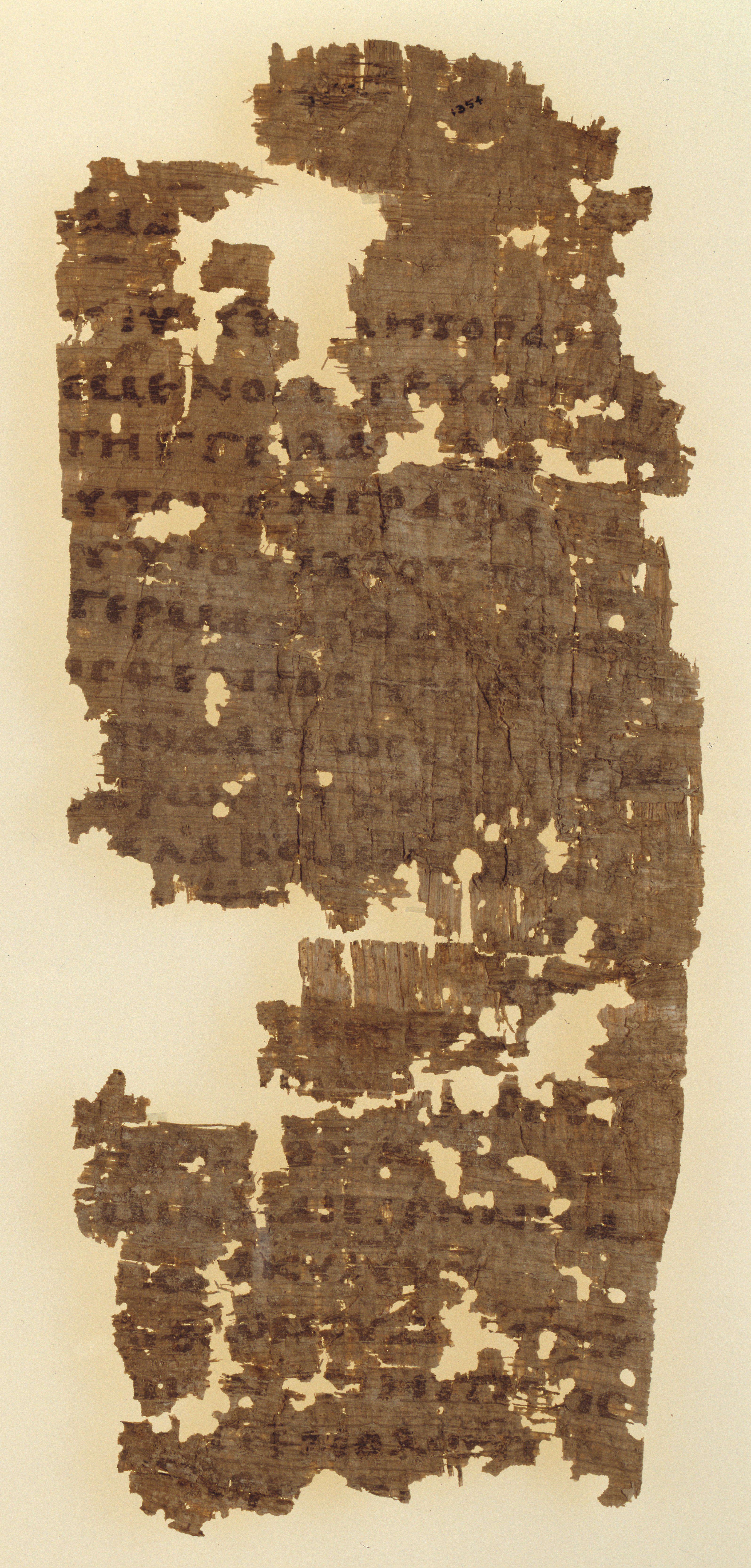
Papyrus 26 mit dem Anfang des Römerbriefs

Im Novum Testamentum Graece hat der Römerbrief den Titel (Inscriptio) ΠΡΟΣ ΡΩΜΑΙΟΥΣ pros Rhōmaious „An die Römer“. Er ist bezeugt durch {\displaystyle {\mathfrak {P}}}26 (um 600), Codex Sinaiticus und Codex Vaticanus.
Bei den Paulusbriefen wird ein brieflicher Rahmen und das Briefkorpus unterschieden. Zum Rahmen gehören Briefeingang (Präskript und Proömium) sowie Briefschluss mit Reiseplänen und Postskript. Hierfür galten in der Antike bestimmte Konventionen. Dazwischen steht das Briefkorpus, das vom Verfasser selbständiger gestaltet werden konnte. Die Disposition des Briefkorpus im Römerbrief gilt mit seiner ruhigen und durchdachten Abfolge der Themen als besondere Leistung des Paulus. Der folgende „Bauplan des Briefs“ folgt Michael Theobald und dem Römerbrief-Kommentar von Michael Wolter.

### Briefeingang
- 1,1–7 – Präskript (Absender – Adressat – Gruß): die „Visitenkarte“[48] des Paulus
- 1,8–17 – Proömium (Dank – Selbstempfehlung – Briefthema in Röm 1,16–17)

### Briefkorpus
- Röm 1,18 EU – Röm 3,20 EU – Heillosigkeit der Welt ohne das Evangelium
  - 1,18–32 Prophetische Gerichtsrede gegen die nichtjüdische Welt
  - 2,1–29 Prophetische Gerichtsrede gegen die jüdische Welt
  - 3,1–8 Bleibende Erwählung Israels; Jude-Sein und Beschneidung behalten ihren Wert[49]
  - 3,9–20 „Schlussplädoyer der Anklage“[50]
- Röm 3,21 EU – Röm 5,21 EU – Evangelium als Erschließung des Heils
  - 3,21–31 Erlösung der Glaubenden durch Jesu Tod am Kreuz. Gesetz des Glaubens
  - 4 Abraham als biblische Identifikationsfigur für Juden und Nichtjuden
  - 5 Hoffnung der Gerechtfertigten. Adam und Christus
- Röm 6,1 EU – Röm 8,39 EU Neues Leben der Getauften
  - 6,1 – 7,6 Taufe als Mit-Sterben und befreites Mit-Leben mit Christus
  - 7,7–25 Rückblick auf das „Ich“ unter Sünde und Gesetz – Wollen und Tun im Widerspruch
  - 8,1–39 Hoffnungsstruktur christlicher Existenz
- Röm 9,1 EU – Röm 11,36 EU Gottes bleibend erwähltes Volk Israel
  - 9,1–29 Zuverlässigkeit der einstigen Erwählung Israels: Vergangenheit
  - 9,30–10,21 Gründe für das Scheitern des Evangeliums in Israel: Gegenwart
  - 11,1–36 Rettung ganz Israels: Zukunft
- Röm 12,1 EU – Röm 15,13 EU – Praxis des Evangeliums
  - 12,1–2 Grundlegung der Paraklese
  - 12,3 – 13,14 Glaube im Alltag, Unterordnung unter staatliche Obrigkeit, Liebe als Erfüllung des Gesetzes
  - 14,1 – 15,13 Akzeptanz unterschiedlicher christlicher Lebensstile, Rücksicht der Starken auf die Schwachen

### Briefschluss
- Röm 15,14 EU – Röm 16,23 EU – Schlussparänese und Grüße
- Röm 16,25–27 EU – Schlussdoxologie (nicht in allen Handschriften enthalten)

## Inhalt

### Thema des Briefs
Der Leitsatz des Briefes (propositio) wird in Röm 1,16–17 vorgestellt:

„Οὐ γὰρ ἐπαισχύνομαι τὸ εὐαγγέλιον, δύναμις γὰρ θεοῦ ἐστιν εἰς σωτηρίαν παντὶ τῷ πιστεύοντι, Ἰουδαίῳ τε πρῶτον καὶ Ἕλληνι. δικαιοσύνη γὰρ θεοῦ ἐν αὐτῷ ἀποκαλύπτεται ἐκ πίστεως εἰς πίστιν, καθὼς γέγραπται· ὁ δὲ δίκαιος ἐκ πίστεως ζήσεται. Ou gàr epaischýnomai tò euangélion, dýnamis gàr theoũ estin eis sōtērían pantì tỗ pisteúonti, Ioudaíō te prỗton kaí Éllēni. dikaiosýnē gàr theoũ en autỗ apokalýptetai ek písteōs eis pístin, kathṑs gégraptai: ho dè díkaios ek písteōs zḗsetai“

Mit Evangelium ist hier (wie öfter im Römerbrief) der Inhalt von Paulus’ Verkündigung gemeint. Paulus hat somit den Anspruch, dass seine Verkündigung nicht nur über das Heil informiert, sondern es auch herbeiführt: Es „ist eine Macht Gottes zum Heil.“ Die dýnamis („Macht“ oder „Kraft“) Gottes ist nach dem Sprachgebrauch der Septuaginta, den Paulus hier aufgreift, ein wirksames Handeln Gottes. Pantì tỗ pisteúonti („jedem der glaubt“) präzisiert als dativus commodi, wem diese Macht Gottes zum Heil zugutekommt, kann aber auch als dativus iudicantis übersetzt werden: Jeder, der glaubt, nimmt das Evangelium als Macht Gottes zum Heil an – darin besteht sein Glaube. Der Glaube ist Reaktion auf das Evangelium und zugleich die einzige, aber notwendige Bedingung, damit die Macht Gottes am Glaubenden ihre heilvolle Wirkung entfaltet. Das gilt für alle Menschen gleichermaßen. Mit der Formulierung Ioudaíō te prỗton kaí Éllēni („für den Juden vor allem und auch für den Griechen“) betont Paulus den bleibenden Vorrang, den Juden aufgrund ihrer Erwählung durch Gott haben. Das Evangelium ist in der Geschichte Israels „verankert“ – Paulus wird das in den Kapiteln 9 bis 11 noch genauer darstellen.
„Gerechtigkeit Gottes“ (dikaiosýnē theoũ) ist ein Zentralbegriff des Paulus. In der Auseinandersetzung mit den Gegnern des Galaterbriefs hatte Paulus ausgehend von Gen 15,6  argumentiert, dass Gott die glaubenden Menschen rechtfertigt. Er rechnet ihren Glauben als (menschliche) Gerechtigkeit an. Dass „Gerechtigkeit Gottes“ von der im Galaterbrief entwickelten Rechtfertigungslehre her verstanden werden soll, macht die Lutherbibel durch ihre Übersetzung von Röm 1,16  eindeutig: „die Gerechtigkeit, welche vor Gott gilt.“ Diese Interpretation wird auch durch Rudolf Bultmann – wie auch von anderen im 20. Jahrhundert – vertreten, der mit Verweis auf Phil 3,9  die Gerechtigkeit als „Gabe“ Gottes an den Menschen verstand. Bultmann bezog Gerechtigkeit strikt auf das Individuum und begründete eine im 20. Jahrhundert einflussreiche existenztheologische Paulusauslegung, die aber daran vorbeiging, dass Paulus im Römerbrief nicht von Einzelpersonen, sondern von Kollektiven wie Griechen und Juden spricht.
Eine andere, vom Alten Testament ausgehende Interpretationslinie versteht dikaiosýnē theoũ als Eigenschaft Gottes, die in seinem rettenden Eingreifen zugunsten seines Volkes Israel Gestalt gewinnt. Ernst Käsemann vertrat die Gegenposition zu Bultmann: Paulus habe eine im Judentum seiner Zeit übliche Formulierung übernommen, dikaiosýnē theoũ sei keine Gabe, sondern eine „heilsetzende Macht“ Gottes. Wolter betont mit Käsemann, dass Paulus das alttestamentliche Konzept des Israel rettenden Gottes aufnehme und auf seine Evangeliumsverkündigung beziehe: „Dadurch, dass der Glaube das im Evangelium vergegenwärtigte Heilshandeln Gottes als solches wahrnimmt, tritt Gottes Gerechtigkeit gewissermaßen aus ihrer Verborgenheit in Gott heraus und wird unter den Menschen als Heilsmacht wirksam.“
Die Formulierung „aus Glauben zum Glauben“ bestimmt den Anfang und das Ziel dieses Geschehens – und somit das ganze Geschehen – als Glauben; dies wird bekräftigt durch ein alttestamentliches Zitat: Hab 2,4  im Wortlaut der Septuaginta: „Sollte einer sich zurückhalten, hat meine Seele keine Freude an ihm; der Gerechte aber wird aus dem Glauben an mich leben.“

### Heillosigkeit der Welt ohne das Evangelium

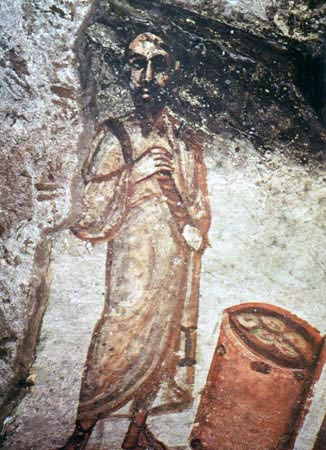
Paulus mit den Attributen eines Philosophen (4. Jahrhundert, Domitilla-Katakomben)

Die Schwierigkeit, dem Gedankengang des Römerbriefs in den ersten vier Kapiteln zu folgen, rührt daher, dass Paulus in Kapitel 1 und 4 wie ein allwissender Erzähler die Menschheitsgeschichte und Gottes rettendes Handeln in Christus beschreibt, sich zwischendurch aber auch in Dialoge begibt, wobei die Identität des (fiktiven) Gegenübers schillert. Die grundlegende Kommunikationsachse Briefschreiber–Empfänger ist in diesen Dialogen unklar.
Paulus erläutert zunächst, warum alle Menschen aus Glauben gerettet werden – weil sie allesamt aufgrund ihrer Gottlosigkeit und Ungerechtigkeit dem vernichtenden Gericht Gottes (das ist gemeint mit „Gottes Zorn“) verfallen sind. Paulus zufolge ist es für alle Menschen möglich, Gott aus seiner Schöpfung und aus seinen Taten in der Geschichte zu erkennen. Verehrung und Dankbarkeit wären die angemessene menschliche Antwort gewesen. Diese blieb aber aus. Gottes Strafe geschieht als ein „Dahingeben“ der Menschen an ihr verkehrtes Denken, so dass einerseits ihre Schuld weiter anwächst, andererseits die Menschen die Strafe für ihre Schuld aneinander vollziehen: „Und da sie es nicht für wert erachteten, sich gemäß ihrer Erkenntnis an Gott zu halten, lieferte Gott sie einem haltlosen Denken aus, sodass sie tun, was sich nicht gehört“ (Röm 1,28 ). Die Argumentation des Paulus nimmt einen Grundgedanken der stoischen Ethik auf: Richtiges Handeln setzt richtige Einsicht voraus. Die Beschreibung der menschlichen Unheilssituation schillert etwas. Teils hat sie ein deutlich nichtjüdisches Kolorit und übernimmt Stereotypen heidnischer Lasterhaftigkeit, die sich auch in hellenistisch-jüdischer Literatur finden, teils scheint Paulus die Situation aller Menschen zu thematisieren.
Ingo Broer urteilt, dass es Paulus nicht gelinge, der zeitgenössischen heidnischen Religiosität gerecht zu werden: „Das gilt nicht nur wegen der Pauschalität und des topischen Charakters der Vorwürfe, sondern auch, weil uns aus den antiken Quellen auch noch ein ganz anderes Heidentum bekannt ist, auf dessen Hintergrund die paulinischen Sätze als äußerst pauschalisierende Verzeichnung angesehen werden müssen.“
Im zweiten Kapitel setzt sich Paulus mit einem fiktiven Gesprächspartner auseinander, der in Vers 1 als „Mensch, wer du auch bist, der du richtest“ angesprochen wird, also ein Jedermann. Dann wird aber immer deutlicher, dass das fiktive Gegenüber des Paulus „sich Jude nennt, sich auf das Gesetz verlässt und sich Gottes rühmt“ (vgl. Röm 2,17 ). Hierzu werden unterschiedliche Interpretationsmodelle vertreten:
- Simon J. Gathercole sieht ebenso wie Ulrich Wilckens und andere im Kapitel 2 stets die gleiche fiktive Person angeredet.[64]
- Stanley K. Stowers dagegen betont, dass in Röm 2,17 ein neuer fiktiver Gesprächspartner auf der Bühne erscheint. Dieser beansprucht, als jüdischer Lehrer des Gesetzes Nichtjuden darin unterrichten zu können. Die heidenchristlichen Leser „belauschen also eine Debatte zwischen Paulus und seinen jüdischen Mitbewerbern um Herz und Verstand der Heiden.“[65]
- Vertreter der Paul-within-Judaism-Forschungsrichtung kommen zu einem ganz anderen Textverständnis. Sie nehmen nämlich an, dass die fiktive Person, die „sich Jude nennt“, ein Nichtjude ist, der sich der Beschneidung unterzogen hat und nun meint, andere Nichtjuden im Gesetz unterrichten zu können. Paulus behaupte dagegen, dass Nichtjuden, ob beschnitten oder nicht, gar nicht imstande seien, nach der Tora zu leben.[66]

Das optimistische Selbstbild des fiktiven Gegenübers findet sich beispielsweise im frühjüdischen Buch der Weisheit: „Wir werden aber nicht sündigen, da wir wissen, dass wir dir [o Gott] zugerechnet sind. Dich zu kennen, ist nämlich vollkommene Gerechtigkeit, und um deine Kraft zu wissen ist Wurzel der Unsterblichkeit“ (Weish 15,2-3 ). Paulus kritisiert diese Selbstsicherheit. Auch das hat ein Vorbild im hellenistischen Judentum. Eine Warnung vor falscher Sicherheit liest man beispielsweise in Sir 5,4-7  – mit dem Unterschied, dass Paulus nicht zur Verhaltensänderung motivieren, sondern rettungslose Verlorenheit aufzeigen will. Für die Plausibilität der paulinischen Argumentation ist grundlegend, dass er sich einen fiktiven individuellen jüdischen Gesprächspartner konstruiert hat, der Diebstahl, Ehebruch und Tempelraub begeht. An diesem Extrembeispiel kann er seinem Lesepublikum zeigen, dass die Zugehörigkeit zum Judentum nicht vor Gottes Strafe schützt. Denn Gottes Urteil über alle Menschen erfolgt gemäß ihren Werken.
In Röm 3,1  meldet sich erstmals ein fiktiver Fragesteller zu Wort, der wissen will, ob Paulus mit dieser Argumentation dem Jude-Sein und der Beschneidung ihre Bedeutung abspricht. Paulus verneint entschieden: Gottes Bundeszusage an Israel bleibt bestehen und damit auch die Besonderheit Israels. Nach Wolter gelingt es Paulus allerdings im ganzen Römerbrief nicht, die Unterschiedslosigkeit von Juden und Nichtjuden einerseits, die Besonderheit der Erwählung Israels andererseits zusammenzudenken. Die Aporie bleibe bestehen. Röm 3,1-8  steht, wie Halvor Moxnes es formuliert, im Zentrum des Sturms der Paulusforschung. Der Streit geht darum, ob der Begriff „Gerechtigkeit Gottes“ im Leitsatz des Briefes von dem Kontext her verstanden werden kann, in dem er hier begegnet. Dann kommt man zu einem Konzept der Gerechtigkeit Gottes, das „die Vertrauenswürdigkeit Gottes in seinen Worten und in seiner Beziehung zu seinem Volk“ betont.
In Röm 3,9-20  fasst Paulus die bisherigen Ausführungen zu einer Anklage der gesamten Menschheit zusammen und unterstützt dies durch Zitate aus den heiligen Schriften des Judentums. Sein Fazit lautet, dass „die ganze Welt vor Gott schuldig wird. Denn aus Werken des Gesetzes wird niemand vor ihm gerecht werden; denn durch das Gesetz kommt es nur zur Erkenntnis der Sünde.“ (Röm 3,19–20 ). Die paulinische Formulierung „Werke des Gesetzes“ (ἔργα νόμου érga nómou) erhält durch 4QMMT, eine der Schriftrollen vom Toten Meer, klarere Konturen: Dieser jachadische Lehrbrief erläutert „ein bißchen vom Tun der Tora“, und dieses Tora-Tun scheint im Sinn von Tora-Vorschrift, Halacha, gemeint zu sein. James D. G. Dunn erläutert, dass érga nómou zwar an sich alle Ge- und Verbote der Tora seien („covenantal nomism as a whole“), praktisch seien das aber für Paulus die Gebote, welche als Identitätsmarker des Judentums in der nichtjüdischen Welt fungierten: vor allem Beschneidung, Speisegebote, Sabbatheiligung. Er vertritt also eine Einschränkung von érga nómou auf ein Segment der Tora.
Wolter schlägt vor, in Röm 1,18–3,20 zwei Lektüreebenen zu unterscheiden: Einerseits führt Paulus einen Dialog mit seinem jüdischen Ich, das mit Israels Erwählung und Sonderstellung ringt, andererseits rechnet Paulus in Rom mit mehrheitlich nichtjüdischen Lesern, die auf dieses Problem nur von außen schauen. Da diese Leser zugleich allesamt Christen sind, steht Röm 1,16–17  als Vorzeichen vor der Klammer, in der Paulus die Notlage der ganzen Menschheit dargelegt hat. Damit ist die Lösung des Problems bereits klar; Paulus wird sie nun ausführlich entfalten.

### Evangelium als Erschließung des Heils
Röm 3,21  ist sprachlich als Neueinsatz gekennzeichnet: νυνί δέ nyní dé „jetzt aber!“ Mit „Gerechtigkeit Gottes“ und „Glauben“ werden zentrale Begriffe aus dem Leitsatz des Briefs (Röm 1,16–17 ) in Erinnerung gerufen. Neu ist im Gedankengang des Römerbriefs der Bezug von Glauben, Erlösung und Rechtfertigung auf Jesus Christus. In Röm 3,21–26  legt Paulus eine christologische Grundlage für die Rettung der Glaubenden.
Ein exegetisches Problem stellt sich dadurch, dass Paulus Christus in Röm 3,25  mit einem aus dem Opferkult stammenden Begriff als ἱλαστήριον hilastḗrion, d. h. als einen Ort oder ein Mittel, durch das die Gottheit gnädig gestimmt wird, bezeichnet.
- Als Übersetzung von כַּפֹּרֶת kapporæt bezeichnet hilastḗrion in der Septuaginta meist die mit Cheruben geschmückte Deckplatte der Bundeslade. Exegeten, die annehmen, dass Paulus darauf anspielt, sehen einen typologischen oder metaphorischen Bezug zum Blutritus, den der Jerusalemer Hohepriester am Jom Kippur zur Entsühnung Israels vollzog.[78]
- Ein weiterer Interpretationstyp geht von 4 Makk 17,21-22 aus, wo dem Tod der makkabäischen Märtyrer mit der Bezeichnung als hilastḗrion sühnende Wirkung zugeschrieben wird.[79] Demnach wäre Jesus Christus den Tod eines Märtyrers gestorben, um Israel von seinen Sünden zu befreien. Wurde das 4. Buch der Makkabäer allerdings erst nach dem Römerbrief im ausgehenden 1. Jahrhundert n. Chr. geschrieben, so erübrigt sich eine Bezugnahme darauf durch Paulus, und es kann sich höchstens um eine Analogie handeln.
- Schließlich kann hilastḗrion allgemein eine Weihegabe sein, wie sie von Besuchern im Jerusalemer Tempel und in anderen antiken Tempeln aufgestellt wurde, um die Gottheit gnädig zu stimmen.

Nach Wolter setzt Paulus in diesem Abschnitt zwei Akzente: Erstens ist Gott der einzige Akteur, der zur Rettung der Menschen handelt. Zweitens hat er den Tod Jesu, sein Blut, zu einem „Gnadenmittel“ (hilastḗrion) gemacht. Christus-Glaube ist demnach die Gewissheit, dass es sich so verhält. Damit wird der in der Vergangenheit liegende Tod Jesu vom Gläubigen in seiner Gegenwart angeeignet und für ihn wirksam.

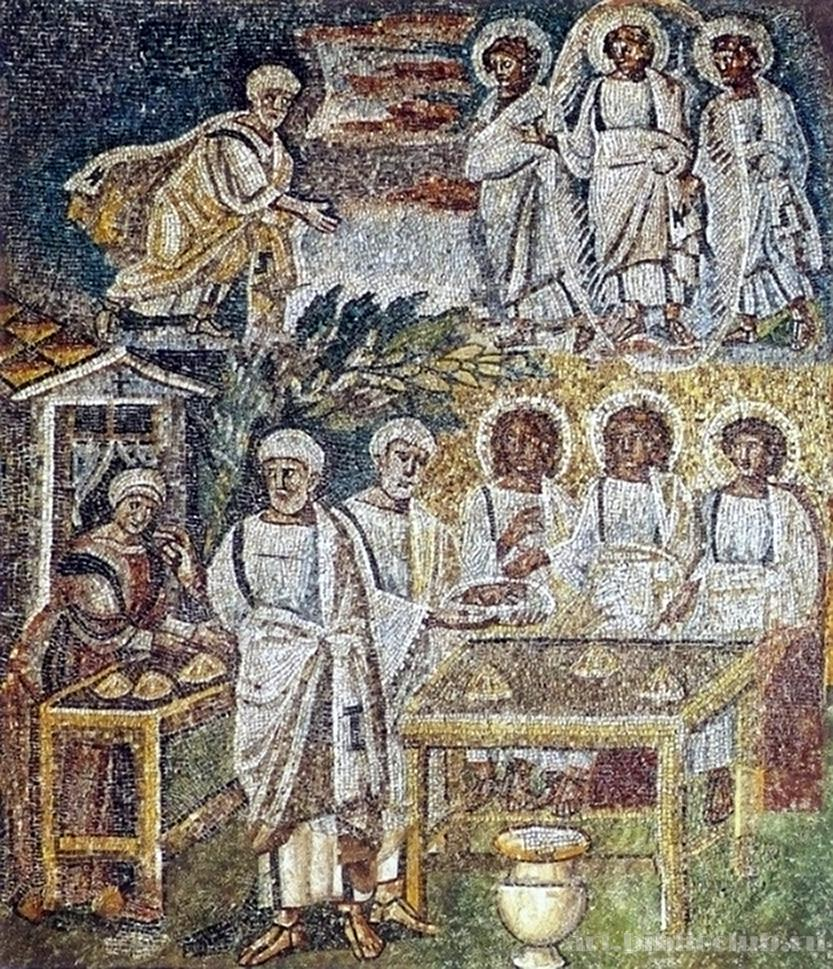
Drei Reisende zu Gast bei Abraham und Sara (Mosaik, 5. Jahrhundert, Santa Maria Maggiore)

Paulus bietet in Kapitel 4 die biblische Abrahamsgestalt den an Christus glaubenden Nichtjuden als „Vater und Identifikationsfigur“ an; auch diese sollen sich mit einer jüdischen Selbstbezeichnung als Nachkommenschaft Abrahams verstehen. Abraham vertraute entgegen dem äußeren Anschein Gottes Zusage, dass er Vater vieler Völker werden solle (Gen 17,5 ), und das wurde ihm als Gerechtigkeit angerechnet. Die Beschneidung erfolgte erst danach als äußeres Zeichen von Gottes Bund mit Abraham. „Dieser Glaube, der die Lage wieder ins Lot bringt, wurde dem Abraham gegeben, als er Nichtjude war.“ Wenn das alte, nach menschlichen Maßstäben nicht mehr fortpflanzungsfähige Paar Abraham und Sara einen Sohn bekommt, ist das ein Wunder, das auf die Auferstehung hinweist. Das Kapitel zeigt, „dass die Christen aus Juden und Heiden in der Kontinuität der Erwählung Abrahams stehen und dass sie auf die Erfüllung der Verheißung hoffen dürfen, die Abraham zuteil wurde. Es hat wenig Zweck, in Abrede zu stellen, dass Paulus damit den Unterschied zwischen Juden und Nichtjuden … suspendiert hat.“ Das bedeutet aber nicht, dass er Juden, die nicht an Christus glauben, aus der Nachkommenschaft Abrahams ausgeschlossen hätte.
Röm 5,1–11  ist das positive Gegenstück zu Röm 1,18–3,20; Röm 3,21–26  steht wie ein Scharnier in der Mitte zwischen diesen Zustandsbeschreibungen. Alle, die an Christus glauben, haben demnach „Frieden mit Gott.“ Sie können auf die menschliche Existenz unter „Gottes Zorn“ (Röm 1,18–3,20) als auf ihre persönliche Vergangenheit vor der Bekehrung zurückblicken.
In Röm 5,12–21  stellt Paulus Adam und Jesus Christus als Antitypen einander gegenüber. Beide verändern die ganze Menschheitsgeschichte. Wie durch den Ungehorsam eines einzigen, nämlich Adams, der im Garten Eden die verbotene Frucht nahm, der Tod über alle Menschen kam, so befreit der Gehorsam eines einzigen, Jesus Christus, alle Menschen von der Macht der Sünde. Auch die Todverfallenheit haben Juden und Nichtjuden also gemeinsam. Das mosaische Gesetz kam demnach erst später in diese von Sünde und Tod geprägte Realität, konnte die Menschen nicht davor bewahren und machte ihre Situation noch auswegloser.

### Neues Leben der Getauften
Im folgenden Hauptteil behandelt Paulus die Konsequenzen für die christliche Lebensgestaltung. Was es heißt, der Sünde gestorben zu sein, verdeutlicht er anhand der Taufe. Als Bekehrungstaufe markiert dieser Akt eine biografische Zäsur. Die gesamte Taufhandlung (also nicht nur das Untertauchen) sei ein Mitsterben und Mitbegrabenwerden mit Christus. In der Gegenwart folgt für die Getauften daraus ein „Wandeln in der Neuheit des Lebens“; für die Zukunft wird die Teilhabe am Leben des auferstandenen Christus erhofft. Paulus stellt sich diese Zäsur auch räumlich vor. Gottes Gnade entreißt „durch die Taufe das Leben des gerechtfertigten Sünders dem Herrschaftsbereich der Sünde und stellt ihn hinein in den Lebensraum der mit der Auferstehung Christi angebrochenen neuen Schöpfung.“ (Ulrich Wilckens)
Paulus betont in Röm 6,12–23 , dass es für die Getauften keinen Freibrief für beliebiges Verhalten gebe. Vielmehr stelle sich christliche Identität in einer bestimmten Lebensführung erkennbar dar, so wie auch Israels Identität in einer Lebensführung gemäß der Tora erkennbar wird. Nur macht Paulus in Kapitel 6 noch nicht konkret, was für eine ethische Praxis seiner Meinung nach die Christen kennzeichnet und spricht allgemein von „Gerechtigkeit“. Konkreter, allerdings nicht so konkret wie die Tora, wird Paulus in ethischen Fragen ab Kapitel 12.
In Röm 7,1–6  „liest Paulus … den Gesetzesdiskurs in den Sündendiskurs ein“ und weist dem Gesetz damit eine zusätzliche, bislang nicht thematisierte Wirkung zu: es rufe die „Leidenschaften der Sünde“ im Menschen hervor. Das ist ein so radikaler Gedankengang, dass Paulus vor den Konsequenzen zunächst selbst zurückzuschrecken scheint: „Ist das Gesetz Sünde? Keineswegs!“ (Röm 7,7 ) Nun folgt ein Exkurs. In Röm 7,7–25  lässt Paulus ein idealtypisches „Ich“ auftreten, das von seinem scheiternden Leben unter dem Rechtsanspruch des Gesetzes erzählt. Dieses Ich ist erkennbar jüdisch, das Gesetz ist die Tora; wenn die Forderung der Tora, nicht zu begehren, erst die Begierden wachruft (Röm 7,7 ), bleibt Paulus allerdings die Antwort schuldig, wie die Begierden von Nichtjuden zu erklären sind. Die Sünde instrumentalisierte das an sich gute Gesetz für ihre Zwecke, so die These des Paulus. Er scheint dabei an die Sündenfallerzählung im Buch Genesis zu denken (vgl. Gen 3,1–7 ), nur dass die Rolle der Schlange von der Sünde gespielt wird. Das Einspielen der Sündenfallerzählung hebt nun die Erfahrung des Scheiterns gegenüber dem Gesetz von einer (so Paulus) jüdischen Erfahrung auf die Ebene einer allgemein menschlichen Erfahrung des Scheiterns.

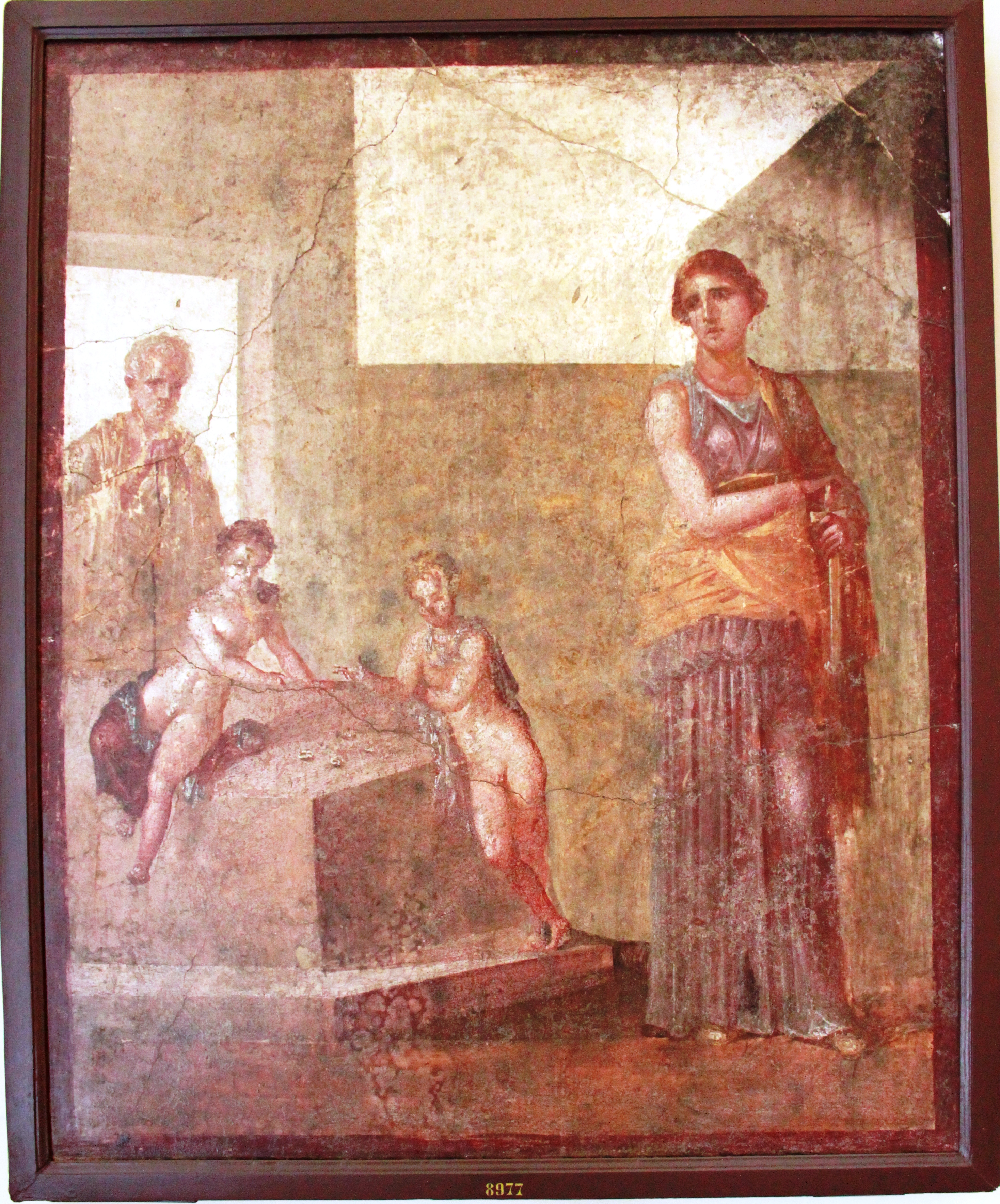
Medea plant die Ermordung ihrer spielenden Kinder (Fresko aus Pompeji, Archäologisches Nationalmuseum Neapel)

Klaus Haacker weist darauf hin, dass Paulus hier an Traditionen antiker Anthropologie anknüpfen konnte, klassisch formuliert in Euripides’ Tragödie Medea (1077b–1080): „Ich werde durch das Böse überwältigt. Und ich begreife es zwar wohl, welche Schlechtigkeit ich zu begehen im Begriff bin, aber meine Leidenschaft ist stärker als meine Überlegungen.“ Die Faszination und Bekanntheit des Medea-Stoffs zur Zeit des Paulus ist durch Fresken aus Pompeji und Herculaneum belegt.
Um den Widerspruch zwischen Wollen und Tun zu beschreiben, gebraucht Paulus in Röm 7,22  die Metapher des „inneren Menschen“ (ἔσω ἄνθρωπος ésō ánthrōpos), der das Gute will und am Gesetz Gottes Freude hat, das aber nicht nach außen hin in Handlungen umsetzen kann. So endet dieser Durchgang mit einem Hilferuf des ohnmächtigen Ich. Rettung muss von außen kommen, und sie ist bereits durch Jesus Christus geschehen – dafür dankt Paulus Gott. Indes, die Grunderfahrung menschlicher Zerrissenheit zwischen Wollen und Tun bleibt.
Mit Röm 8,1  nimmt Paulus den in Röm 7,6  unterbrochenen Gedankengang wieder auf und entfaltet, was „Leben in der Neuheit des Geistes“ bedeutet. Der Geist Gottes bzw. Christi durchzieht Kapitel 8 wie ein Leitmotiv. Paulus kann mit der Rede vom Geist Christi zum Ausdruck bringen, dass der auferstandene Christus für die Christen nicht weit weg, sondern „in“ ihnen ist. Ähnlich wie bei der Taufe knüpft er an eigene Erfahrungen seiner Leser an. Denn in den frühchristlichen Gottesdiensten gab es Phänomene wie Ekstase, Prophetie und Zungenrede. Sie galten als Wirkungen des Geistes.
In Röm 8,1–17  treten Gottes Geist und das „Fleisch der Sünde“ wie zwei Gegenspieler auf; der Geist bewirkt Leben, die Sünde bewirkt den Tod. Jesus Christus „trug dasselbe ‚Fleisch der Sünde‘ mit sich herum wie alle anderen Menschen“, blieb aber sündlos. Seine Auferstehung hat die Sünde entmachtet. Die Christen, durch die Taufe mit Christus verbunden, haben schon Anteil an diesem Auferstehungsleben. Sie sind jetzt schon vom Geist Christi bestimmt, und Paulus bezeichnet sie mit einem Ehrentitel Israels als „Kinder Gottes“. Trotzdem bleiben sie sterblich und werden nicht nur als Christen bedrängt, sondern sind schwach und hinfällig wie alle Menschen. Paulus versichert seinen Lesern, dass Gott sie bereits „verherrlicht“ habe (Röm 8,30 ). „Was noch aussteht, ist lediglich ihre Transformation in eine die Christenmenschen auch leiblich ergreifende Realität.“ Paulus nennt in Röm 8,35–36  neun Bedrohungen, die sich teils inhaltlich überlagern und zusammen gesehen werden sollten: Was immer Angst macht, kann trotzdem nicht die Beziehung Gottes zu seinen geliebten Menschen zerstören.
Damit steht Paulus auch vor der Frage, die er im nächsten Hauptteil angeht: Was ist mit Gottes geliebtem Volk Israel, das Christus mehrheitlich nicht anerkennt – hat Gott diese Beziehung gekappt? Michael Theobald betont: In den Kapiteln 9 bis 11 gehe es um die Zuverlässigkeit der Erwählung Gottes. Wenn Gott mit der Erwählung Israels sozusagen gescheitert wäre, wäre auch die Glaubwürdigkeit des Evangeliums beschädigt.

### Gottes bleibend erwähltes Volk Israel

#### Zuverlässigkeit der einstigen Erwählung Israels
Emphatisch betont Paulus in Röm 9,1–5  seine Solidarität mit dem jüdischen Volk, dem er sich zugehörig fühlt. Die Rede von Israel ist im Römerbrief auf die Kapitel 9 bis 11 beschränkt und (ebenso wie „Gottes Volk“) strikt auf das jüdische Volk bezogen; die Bezeichnung der Kirche als wahres oder geistliches Israel kann sich also nicht auf den Römerbrief berufen. Was Paulus Sorge bereitet, wird nur indirekt angesprochen: Die Mehrheit des Bundesvolks Israel könnte „von Christus weg verbannt“ sein. Die Klage des Paulus endet mit einem Lobpreis Gottes, der schon ahnen lässt, dass eine positive Wende möglich ist.
Bei diesem Lobpreis, dem Vers Röm 9,5b , stellt sich ein wirkungsgeschichtlich bedeutendes Spezialproblem. Der griechische Text hat keine Satzzeichen. Je nachdem, ob man vor der Formulierung ὁ ὢν ἐπὶ πάντων θεὸς ho ṑn epì pántōn theòs „der über allem seiende Gott“ einen Punkt oder ein Komma liest, gelangt man zu einem unterschiedlichen Textverständnis, was sich an der Einheitsübersetzung veranschaulichen lässt:
1. 1980: „Sie sind Israeliten … sie haben die Väter, und dem Fleisch nach entstammt ihnen der Christus, der über allem als Gott steht, er sei gepriesen in Ewigkeit. Amen.“
2. 2016: „Sie sind Israeliten … ihnen gehören die Väter, und ihnen entstammt der Christus dem Fleische nach. Gott, der über allem ist, er sei gepriesen in Ewigkeit. Amen.“

Für die zweite Übersetzung spricht, so Wilckens, „daß alle sonstigen paulinischen Doxologien Gott, nicht Christus preisen. […] Ferner ist der Partizipialsatz ‚der da ist über allem‘ ein Gottesprädikat […]. Schließlich gibt es stilistische Analogien sowohl für die Stellung des Subjekts vor dem Prädikat als auch für den eingeschobenen Partizipialsatz.“
Im nächsten Argumentationsschritt (Röm 9,6–13 ) hält Paulus daran fest, dass die Erwählung Israels durch das Christusgeschehen nicht aufgehoben ist. Das steht für ihn fest, weil es ein Rest-Israel innerhalb Israels gibt: die Judenchristen, zu denen auch er selbst gehört. Die Auslegung der Erzelternerzählungen im Buch Genesis zeige, dass Gottes nach freiem Ermessen, ohne menschliche Vorleistungen Isaak und nicht Ismael, Jakob und nicht Esau erwählt habe. Einen fiktiven Gesprächspartner lässt Paulus einwenden, dass Gott mit seinem Erwählen willkürlich handle. Wenn er beispielsweise beim Auszug der Israeliten aus Ägypten den Pharao verwerfe und ins Verderben laufen lasse, sei der Pharao ja nicht schuld daran. Paulus bestreitet in Röm 9,14–26  seinem Gesprächspartner die Möglichkeit, sich als Mensch zum Richter über den allmächtigen Gott aufzuschwingen. Diese Betrachtungen über Gottes Erwählungs- und Verstockungshandeln in den Büchern Genesis und Exodus hatten die Frage, was mit dem nicht-christusgläubigen Israel ist, in den Hintergrund treten lassen. In Röm 9,27–29  kommt Paulus darauf zurück: Die christusgläubige Minderheit in Israel verbürgt durch ihre Existenz, dass Gottes Erwählung weiter Bestand hat. Aber noch hat Paulus keine Antwort darauf, was das für die nicht-christusgläubige Mehrheit Israels bedeutet.

#### Gründe für das Scheitern des Evangeliums in Israel
Ab Röm 9,30  bis zum Ende von Kapitel 10 argumentiert Paulus mit einem anderen Israel-Begriff als zuvor. Er bezeichnet damit in diesem Textabschnitt ausschließlich nicht-christusgläubige Juden. Was mit der Minderheit der Judenchristen ist, wird vorläufig weggeblendet. In Röm 9,30–10,4 kontrastiert er nicht-christusgläubiges Israel und christusgläubige Nichtjuden (= Heidenchristen). Ihre Situation habe sich spiegelbildlich entwickelt, indem die Heidenchristen das Heil erlangten, wonach sie gar nicht suchten, Israel aber das Heil verfehlte, obwohl es dieses erstrebte. Der Kritikpunkt ist nicht „Werkgerechtigkeit“, sondern die ausbleibende Reaktion auf das Evangelium bzw. auf Christus. Hätte Israel das Evangelium angenommen, hätte es nach Meinung des Paulus mit der Tora auf neue Weise, im Glauben, umgehen können. Nun folgt in Röm 10,5–15  ein Einschub, der mit einer Kette von Zitaten aus den heiligen Schriften Israels begründet, dass die Annahme des Evangeliums und das Bekenntnis zu Christus rettet. „Nach Röm 10,16–21  hat das nichtchristlich gebliebene Israel das Evangelium von Jesus Christus abgelehnt, weil es fürchtete, die Exklusivität seiner Gottesbeziehung zu verlieren.“ Damit hat Paulus, so Wolter, zutreffend erkannt, dass die Erwählung und Sonderstellung Israels nicht mehr erkennbar ist, wenn die gläubige Annahme des Evangeliums das einzige ist, was zählt. Am Ende dieses Durchgangs versteht Paulus besser, warum Israel zum Evangelium mehrheitlich nein sagte, hat aber immer noch keine Lösung für die Frage, wie es mit diesem nicht-christusgläubigen Israel weitergeht.

#### Rettung ganz Israels
In Röm 11,1–10  nimmt Paulus den Gedanken aus Kapitel 9 wieder auf, dass die Existenz der Judenchristen verbürgt, dass Gottes Erwählung Bestand hat. Neu kommt nun der Gedanke hinzu, dass die Ablehnung des Evangeliums durch die Mehrheit Israels von Gott selbst veranlasst sei. In Röm 11,11–30  stellt sich Paulus der Frage, was aus der Mehrheit Israels wird, die Christus ablehnt. „Charakteristisch für diesen Abschnitt ist, dass Paulus das gegenwärtige und zukünftige Geschick der nichtchristlichen Juden und das gegenwärtige Geschick der christlichen Heiden miteinander verbindet. Dabei stellt er das Heilsgeschick der christlichen Heiden als Folge des Unheilsgeschicks der nichtchristlichen Juden dar.“ Gott habe nur einen Teil der Juden verstockt, um auf diese Weise den Heiden die Möglichkeit zu geben, von Jesus zu hören und zum Glauben zu finden. Erst dann werde auch Israel gerettet. Das stellt sich Paulus in einem ersten Anlauf als dreistufigen Prozess vor:
1. Israel lehnt das Evangelium ab, es „stolpert“, und Heiden erlangen das Heil;
2. Israel wird dadurch „eifersüchtig“;
3. Israel nimmt das Evangelium an und wird gerettet.

Paulus kann seine eigene Mission unter Nichtjuden so als Teil eines Prozesses zur Rettung ganz Israels verstehen; er ist aber immer noch ratlos, wie das gute Ende erreicht werden soll.

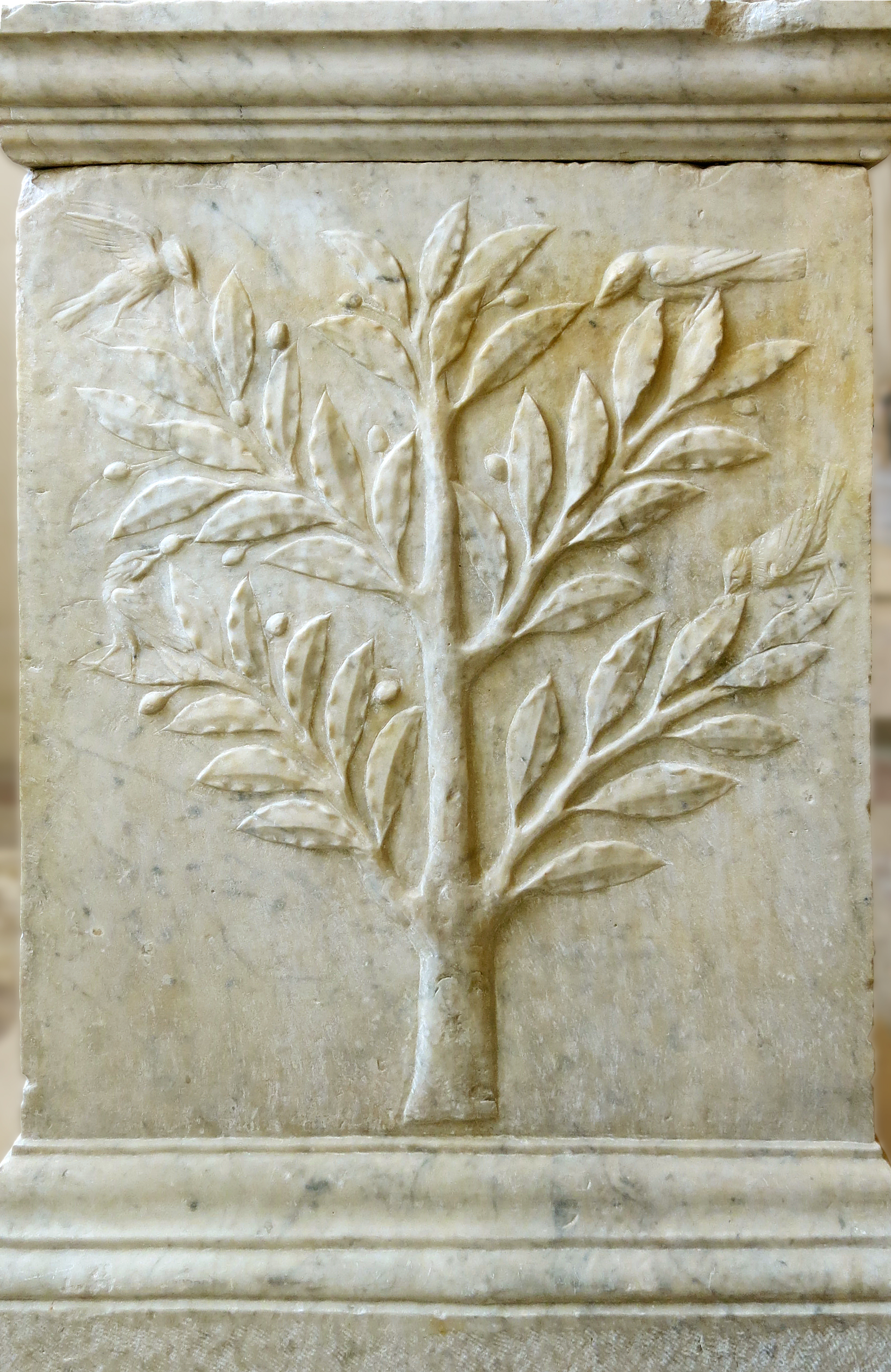
Römisches Ölbaum-Relief, 1. Jahrhundert n. Chr. (Altar für die Manen der Iulia Victorina, Louvre)

Mit Röm 11,17–24  folgt nun ein in sich geschlossener, eigenständiger Abschnitt, in dem Paulus das Bild von Gottes Ölbaum entfaltet. Angeredet sind (wie im Römerbrief insgesamt) die Heidenchristen; um die Eindringlichkeit zu steigern, greift sich Paulus nun einen von ihnen als Gesprächspartner heraus. Die Grundaussage ist klar: Aus dem edlen Ölbaum wurden Zweige herausgebrochen (= die nicht-christusgläubigen Juden) und das Reis eines wilden Ölbaums (= der als „du“ angesprochene Heidenchrist) an ihrer Stelle eingepfropft. Alles Weitere ist in der Exegese Gegenstand der Diskussion. Schon Origenes fiel auf, dass bei der Veredlung des Ölbaums das edle Reis in den wilden Ölbaum gepfropft wird und nicht umgekehrt; Paulus wusste das wahrscheinlich auch, nahm aber darauf keine Rücksicht, weil er die einzelnen Metaphern in seinem Sinn gebrauchen wollte. Paulus stellt nämlich auch ein Wiedereinpfropfen der ausgebrochenen Zweige als möglich dar, was jeder gärtnerischen Praxis widerspricht. Wenn man den Ölbaum als Metapher für Israel versteht, würde Paulus hier im Gegensatz zum Rest des Briefes die Ansicht vertreten, dass nicht-christusgläubige Juden ihren Israel-Status verloren hätten. Deshalb verzichtet Michael Wolter auf eine allegorische Dekodierung der Ölbaum-Metaphorik und liest den Textabschnitt als Warnung an das eingepfropfte Reis (= den exemplarischen Heidenchristen), selbstsicher-überheblich auf nicht-christusgläubige Juden herabzublicken und sie vom Heil auszuschließen: „Nicht du trägst die Wurzel, sondern die Wurzel trägt dich“ (Röm 11,18 ). Demnach bleibt der in der Erwählung begründete Unterschied zwischen Israel und der Völkerwelt weiterhin bestehen, und dass Gott sogar Nichtjuden „einpfropft“, eröffnet die Perspektive, dass er dann erst recht die nicht-christusgläubigen Juden retten wird.
Im Schlussabschnitt Röm 11,25–32  eröffnet Paulus seinen Lesern ein „Geheimnis“ (μυστήριον mystḗrion), d. h. was jetzt kommt, ist der Diskussion entzogen, es steht fest. Die „Verhärtung“ (πώρωσις pṓrōsis) der nicht-christusgläubigen Juden hat Gott befristet, bis die „Vollzahl der Heiden“ (τὸ πλήρωμα τῶν ἐθνῶν tò plḗrōma tỗn ethnỗn) das Evangelium angenommen hat; danach hebt er ihre Verhärtung auf und wendet ihnen sein Erbarmen zu, so dass ganz Israel und ein von Gott bestimmter Teil der Nichtjuden am Ende gerettet werden. Wie das geschehen wird, bleibt im Römerbrief eine Leerstelle, die von den Exegeten unterschiedlich gefüllt wird. Franz Mußner formulierte 1979: Der in der Endzeit wiederkehrende Christus „rettet ganz Israel ohne vorausgehende ‚Bekehrung‘ der Juden zum Evangelium. Gott rettet Israel auf einem ‚Sonderweg‘“. Krister Stendahl vertrat 1984 mit Bezug auf Röm 11,26–27  die These, dass ganz Israel gerettet werde, auch ohne Jesus als Messias anzunehmen. Ed Parish Sanders, der wie Stendahl der New Perspective on Paul zugerechnet wird, wies auf den Kontrast zwischen der von Paulus erhofften Rettung von ganz Israel im Gegensatz zur Rettung eines Teils und nicht aller Heiden hin. Damit war in den 1980er Jahren die Debatte um einen jüdischen „Sonderweg“ zur Erlösung ohne Bekenntnis zu Jesus als Messias eröffnet. Reidar Hvalvik fasste den Stand der Diskussion 1990 so zusammen: Dass Israel als Volk gerettet werde, sei in der Tat eine Besonderheit, doch impliziere dies nicht, dass diese Rettung zu einem bestimmten Zeitpunkt, etwa bei der Wiederkunft Christi, stattfinde; dies sei eine Spekulation, die mit Röm 11,26-27 nicht begründbar sei. Michael Theobald formuliert zehn Jahre später, dass die Sonderweg-Hypothese, wonach Paulus prophetisch die Rettung von ganz Israel bei der Parusie ansage, „dem Text am ehesten zu entsprechen“ scheine, doch angesichts einer jahrhundertealten gegenläufigen Auslegungsgeschichte könne sich dieses „neue Auslegungsparadigma“ nur allmählich durchsetzen. Laut Klaus Wengst soll die Rettung Israels unabhängig vom Bekenntnis zu Jesus Christus geschehen. Berndt Schaller zufolge vertritt Paulus die Ansicht, die Juden würden am Jüngsten Tag den wiederkommenden Jesus als Messias erkennen.

### Praxis des Evangeliums

#### Grundlegung
Mit Röm 12,1–2  beginnt ein neuer Hauptteil des Briefes. In diesen beiden Versen legt Paulus sein ethisches „Grundsatzprogramm“ vor. Er appelliert an die Leser, alle Aktivitäten des Lebens Gott zur Verfügung zu stellen. Das sei ihr „vernunftgemäßer Gottesdienst“ (λογικὴ λατρεία logikḕ latreía). Paulus spielt mit dieser Formulierung auf ein Konzept der stoischen Philosophie an und fordert seine Leser auf, ihre ganze Lebensführung als religiöse Praxis zu verstehen, die keine kultisch-rituellen Vollzüge braucht. Vers 2 setzt zwei Akzente, erstens die Distanzierung von der Mehrheitsgesellschaft: „Die Leser sollen ihrer Identität eine ethische Gestalt geben, die sie innerhalb ihres lebensweltlichen Kontextes zu Außenseitern macht.“ Zweitens können Christen selbst herausfinden, was in der jeweiligen Situation „gut, Gott wohlgefällig und vollkommen“ ist. Hier zeigt sich eine für die paulinische Ethik kennzeichnende Offenheit. Sie verzichtet auf ein „Inventar von institutionalisierten Handlungen, die feststehen sowie zeit- und kulturunabhängige Verbindlichkeit beanspruchen“ und leitet zu eigener ethischer Urteilsfindung an.

#### Charismen, Obrigkeitsgehorsam, Nächstenliebe
Paulus greift nun in Röm 12,3–8  eine in der Antike geläufige Metaphorik auf, die verschiedene Aufgaben in einem Gemeinwesen mit den vielen Gliedern bzw. Organen des menschlichen Körpers begründete. Die Ausführungen über die Charismen im 1. Brief des Paulus an die Korinther (Kapitel 12) sind im Römerbrief weiterentwickelt: Hatte er dort die „Individual-Charismen“ den „Gemeinde-‚bauenden‘ Charismen“ zu- und untergeordnet, so ist nun vorausgesetzt, dass „der Ort der Charismen die Gemeinde, nicht das Selbstbewußtsein des einzelnen ist.“ Paulus wusste, dass die individuellen Charismen in der Gemeinde von Korinth Prestige brachten; er hält die daraus folgende Konkurrenz der Charismatiker auch in Rom für möglich und mahnt deshalb jeden einzelnen Leser zu Bescheidenheit und verantwortungsvollem Umgang mit der jeweiligen Begabung.
Genau wie im 1. Korintherbrief folgt auch im Römerbrief den Ausführungen über die vielfältigen Charismen eine Anleitung zu christlicher Liebe, die alle gleichermaßen angeht. So gesehen, ist Röm 12,9–21  das „Hohelied der Liebe“ im Römerbrief. Die einzelnen, nicht sehr stringent angeordneten Empfehlungen betreffen das Verhalten der Christen untereinander und gegenüber der nichtchristlichen Umwelt. Christen sollen sich um gute Beziehungen zu ihren nichtchristlichen Nachbarn bemühen, auch indem sie sich in ethischen Fragen an den gesellschaftlichen Konsens halten. Das in Röm 12,2  geforderte Außenseitertum der Christen erhält hier ein Gegengewicht. Stefan Krauter zufolge ist diese Komplementarität typisch für eine Minderheitensituation: „Die teilweise Anpassung ist sozusagen der Preis, den man – willig – bezahlt, damit man als abweichende Minderheit überleben und die eigenen Ziele verfolgen kann.“
Röm 13,1–7  schließt an das Vorhergehende gut an, denn es beschreibt einen gesellschaftlichen Konsens. Alle Menschen gleichermaßen sollen sich der Obrigkeit (ἐξουσίαι exousíai, Plural: „das Imperium Romanum mit allen, die es repräsentieren – von den Angestellten der munizipalen Verwaltungen bis hinauf zum Caesar“) unterordnen. Die Vorstellung, dass Herrscher ihre Macht von Gott erhalten haben (und selbst nicht göttlich sind), ist dem antiken Judentum geläufig, aber auch der griechisch-römischen Umwelt nicht fremd. Paulus fordert von den Untertanen unbedingten Gehorsam und begründet das mit einem hellenistisch-römischen Staatsideal: Die Obrigkeit belohnt die Guten und bestraft die Bösen. Wie sich das Ideal zur Wirklichkeit verhält, ist eine Leerstelle des Römerbriefs. Die Regierungsform oder die Legitimität der Herrschaft problematisiert Paulus ebenfalls nicht. In Röm 13,5  motiviert Paulus den Gehorsam gegenüber der Obrigkeit doppelt: Wer ihr nicht widerstrebt und nichts Böses tut, zieht auch nicht ihren „Zorn“ auf sich, und (was wichtiger ist) er wird von einer inneren Instanz, seinem Gewissen (συνείδησις syneídēsis) freigesprochen. Dass Röm 13,1–7  Überlegungen aus Röm 12,17–21  weiterführt, heißt nach Wolter auch, dass diese Ausführungen nicht durch die aktuelle politische Situation der römischen Christen motiviert sind und alle diesbezüglichen Spekulationen keinen Anhalt am Text haben. Wolter erwägt, dass der Römerbrief, wenn er einmal unter stadtrömischen Christen zirkulierte, auch den Behörden in die Hände geraten konnte. Das sei ein Szenario, das Paulus bei seinen staatsfreundlichen Ausführungen vielleicht im Blick gehabt habe. Röm 13,8–10  nimmt ein Stichwort aus dem vorherigen Abschnitt („nichts Böses tun“) auf und formuliert grundsätzlich: Alle Einzelgebote der Tora sind im Gebot der Nächstenliebe (Lev 19,18 ) zusammengefasst. Damit ist ein Weg aufgewiesen, wie Nichtjuden die Tora erfüllen können. Ein Weckruf angesichts des nahen Weltendes (Röm 13,11–14 ) schließt den ersten Teil der ethischen Weisungen im Römerbrief ab.

#### Akzeptanz unterschiedlicher Lebensstile

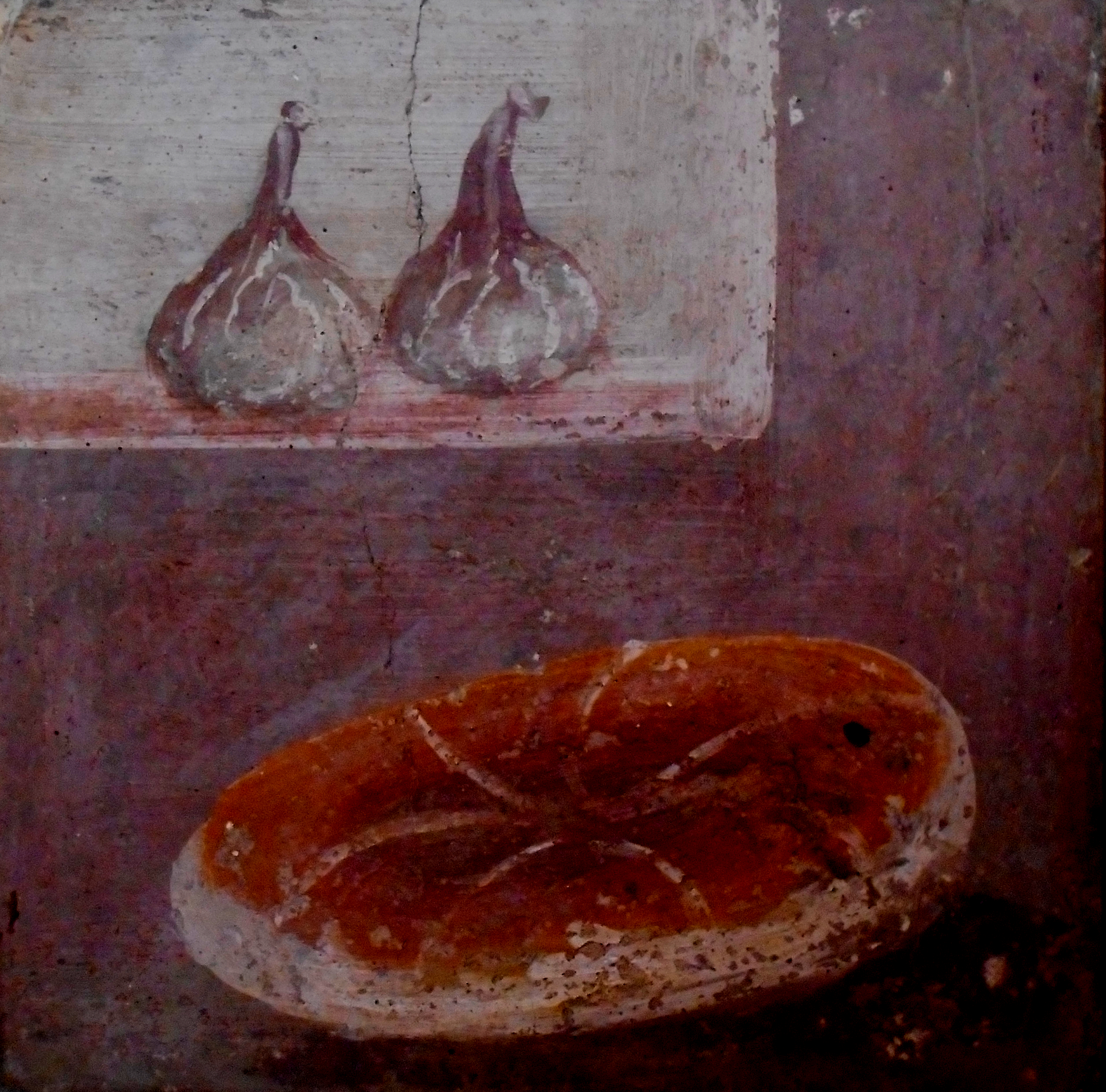
Zwei Feigen und ein Laib Brot als Inbegriff frugaler Ernährung (Fresko aus Herculaneum, Archäologisches Nationalmuseum Neapel)

In Kapitel 14 und 15 geht es um „Starke“ und „Schwache“ unter den Christen in Rom. Sie unterscheiden sich im Blick auf die Beachtung bzw. Nichtbeachtung von Speisetabus und bestimmten Tagen. Die Identifikation dieser beiden Gruppen ist in der Forschung umstritten. Wenn Paulus nämlich schreibt, dass „Schwache“ nur Gemüse essen (Röm 14,2 ), so war das in der Antike keine Beschreibung der jüdischen Speisegesetze, aber als besonders konsequenter jüdischer Ernährungsstil mehrfach bezeugt; Vegetarismus war außerdem ein Ernährungsideal der Neupythagoreer. Wie sich die Kalenderobservanz konkret äußert, bleibt unausgeführt; das Stichwort Sabbat fällt nicht.
Carl N. Toney vertritt die Mehrheitsmeinung, die voraussetzt, dass Paulus über die Verhältnisse in Rom informiert war. Stärke und Schwäche des Glaubens bemisst sich bei Paulus daran, ob der Geist Gottes den Alltag mehr oder weniger stark prägt. Demnach waren die stadtrömischen Christen mehrheitlich „stark“, das heißt, sie hatten meist einen nichtjüdischen Hintergrund und hielten sich nicht an die jüdischen Speisegesetze und an den jüdischen Kalender. Das ermächtige sie aber auch, der Minderheit der „Schwachen“ zu helfen. Das sind Toney zufolge vor allem Judenchristen und einige frühere Proselyten, die sich nach wie vor an die jüdischen Speise- und Sabbatgebote als identity marker gebunden fühlen. Paulus hatte Auseinandersetzungen zwischen beiden Gruppen in Korinth miterlebt und dort mit einer Stark-schwach-Polemik zugunsten der Judenchristen interveniert. Den Römerbrief sieht Toney als Vorbereitung für die Spanienmission; dazu brauche Paulus die Unterstützung der Mehrheit. Er vertrete deshalb ein inklusives Modell, in dem die „Starken“ die Toraobservanz der „Schwachen“ respektieren und Spaltungen unter den stadtrömischen Christen vermeiden.
Die Minderheitsmeinung sieht dagegen in den „Starken“ und „Schwachen“ unterschiedliche christliche Lebensstile. Weil Paulus die Erfahrung gemacht hatte, dass es bei einer christlichen Lebensführung immer wieder um Speisetabus und Kalenderobservanzen ging, konnte er auch ohne Kenntnis der Verhältnisse in Rom davon ausgehen, dass es auch dort so sei. Hier ordnet sich Michael Wolter ein, der ja insgesamt die These vertritt, dass Paulus die Situation in Rom nicht genauer kenne. Demnach vertritt Paulus grundsätzlich die Ansicht, dass „Essen und Trinken für die Darstellung von christlicher Identität bedeutungslos“ seien, aber Christen, die Speisetabus beachten, trotzdem nicht dazu gedrängt werden dürfen, sie zu übertreten. Michael Theobald stellt diese Ausführungen des Paulus unter das Motto „Gegenseitige Akzeptanz“, fasst sie zusammen als: „Niemand soll dem anderen seinen Lebensstil aufdrängen“ und sieht darin ein „ekklesiologisches Grundprinzip“.

## Wirkungsgeschichte

### Frühe Christen und spätantike Reichskirche
Dass der Römerbrief seine Leser fand, erkennt man in den Schriften der Paulusschule: Eph 2,11–21  ist eine Reaktion auf Röm 9–11; das Proömium des Römerbriefs diente dem Verfasser des 2. Timotheusbriefs als Vorbild für sein eigenes Proömium (2 Tim 1,1–2,4a ). Kenntnis des Römerbriefs besaßen der in Rom schreibende Verfasser des Ersten Clemensbriefs, Justin der Märtyrer († 165) und der syrische Bischof Ignatius von Antiochien. Irenäus von Lyon († um 200) bezog sich in seinen Schriften mehrfach direkt auf den Römerbrief. Etwa zeitgleich mit Irenäus setzt auch die handschriftliche Überlieferung des Briefs ein. In der Sammlung der Paulusbriefe (Corpus Paulinum) kam der Römerbrief früh an die erste Stelle, erstmals bezeugt durch {\displaystyle {\mathfrak {P}}}46 um 200 n. Chr. Damit war die inhaltliche Entscheidung verbunden, den ganzen „Paulus“ von diesen ruhigen Darlegungen her zu verstehen und nicht von seinem Kampfbrief an die Galater, wie es Marcion und seine Anhänger bevorzugten.

#### Origenes
Der früheste erhaltene Römerbriefkommentar stammt von Origenes († 253/254), freilich blieb er – außer in einigen griechischen Fragmenten – nur in der gekürzten lateinischen Übersetzung des Rufinus von Aquileia erhalten. Origenes’ Römerbriefkommentar bietet den vergleichsweise besten Zugang zu seinem größtenteils vernichteten exegetischen Werk. Seine Rezeption ist allerdings marginal, da er im Osten als nicht rechtgläubig galt und im Westen bald die Diskussion um die Gnadenlehre zwischen Augustinus und Pelagius das Interesse auf sich zog. Dazu leistete Origenes direkt keinen Beitrag. Als Hauptthema des Römerbriefs machte Origenes die Übertragung (translatio) oder Umformung der einen wahren Religion von den Juden zu den Nichtjuden aus und wehrte damit die Position Marcions ab, der einen Gegensatz zwischen Judentum und Christentum annahm. Origenes verstand Paulus so, dass Juden, die nach dem Gesetz leben, wirklich das Heil empfangen – ganz im Gegensatz zur späteren Exegese. Er las den Römerbrief wie ein Drama, in dem Christen mit jüdischem und mit nichtjüdischem Hintergrund um das Heil streiten, und Paulus in der Position des Schiedsrichters, der beide Gruppen in ihrem Zugang zum Glauben bestärken möchte.

#### Augustinus

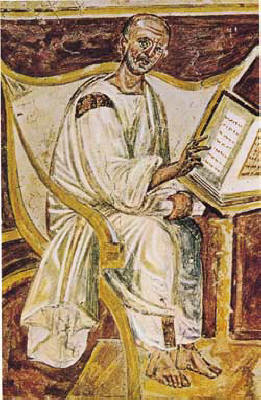
Augustinus (6. Jahrhundert, San Giovanni in Laterano)

Augustinus von Hippo beschrieb in der bekannten Gartenszene seiner Confessiones, wie er im Sommer 386 in Mailand in einer Lebenskrise mit dem Entschluss zu sexueller Enthaltsamkeit rang. Da hörte er den Singsang einer Kinderstimme: „Nimm und lies (Tolle, lege)!“ Er öffnete einen Kodex der Paulusbriefe aufs Geratewohl und las Röm 13,13–14 . Damit war der Entschluss zum asketischen Leben gefallen.
Im Streit mit Pelagius drang Augustinus als erster altkirchlicher Theologe tiefer in die paulinische Begrifflichkeit ein und machte „die Polarität von Gesetz und Gnade zum Vorzeichen des Paulusverständnisses“. Pelagius und Caelestius behaupteten, neugeborene Kinder seien sündlos. Augustinus hielt dagegen an der traditionellen Auffassung fest, dass mit der Taufe immer die Sündenvergebung verbunden sei, und stand vor dem Problem, diese Auffassung mit der schon zu seiner Zeit praktizierten Kindertaufe zu verbinden. Als Sünde, die neugeborenen Kindern zuzurechnen sei, kam nur eine von Adam auf alle Menschen übertragene Ursünde in Betracht, die später sogenannte Erbsünde. Den Schriftbeleg für diese Konzeption fand Augustinus in Röm 5,12 . Der lateinische Text, den Augustinus las, enthielt allerdings eine Fehlübersetzung: Aus dem griechischen ἐφ’ ᾧ πάντες ἥμαρτον eph’ hỗ pántes hḗmarton „… insofern, als alle sündigten“ wurde lateinisch: in quo omnes peccaverunt „… in dem alle gesündigt haben“, und das bezog Augustinus auf Adam: „Er argumentiert, daß alle Menschen … in diesem einen Menschen Adam gewesen und somit auch mit der Sünde Adams behaftet sind.“
Am Anfang der Expositio quarundam propositionum ex epistola ad Romanos stellte Augustinus seinen Schlüssel zum Verständnis der Paulusbriefe vor, den er mit Röm 3,20  begründete. „Alle exegetischen Einzelentscheidungen werden sich fortan dem zuordnen.“ Es gibt demnach vier Stufen (gradus) des individuellen menschlichen Wegs zum Heil; dem entspricht eine Periodisierung der Menschheitsgeschichte:
1. Bevor es das Gesetz gab (ante legem): Der Mensch geht infolge der Erbsünde ungehindert und mit innerer Zustimmung seinen Begierden nach.
2. Unter dem Gesetz (sub lege): Der Mensch kämpft gegen die Sünde an, aber die Versuchungen sind stärker.
3. Unter der Gnade (sub gratia): Der Mensch hat nun die Kraft, der Sünde zu widerstehen. Die Versuchungen sind aber immer noch spürbar.
4. Im Frieden (in pace): Am Ende der Zeiten wird der Mensch von keiner Versuchung mehr angefochten.

#### Beiträge des Römerbriefs zur altkirchlichen Theologie

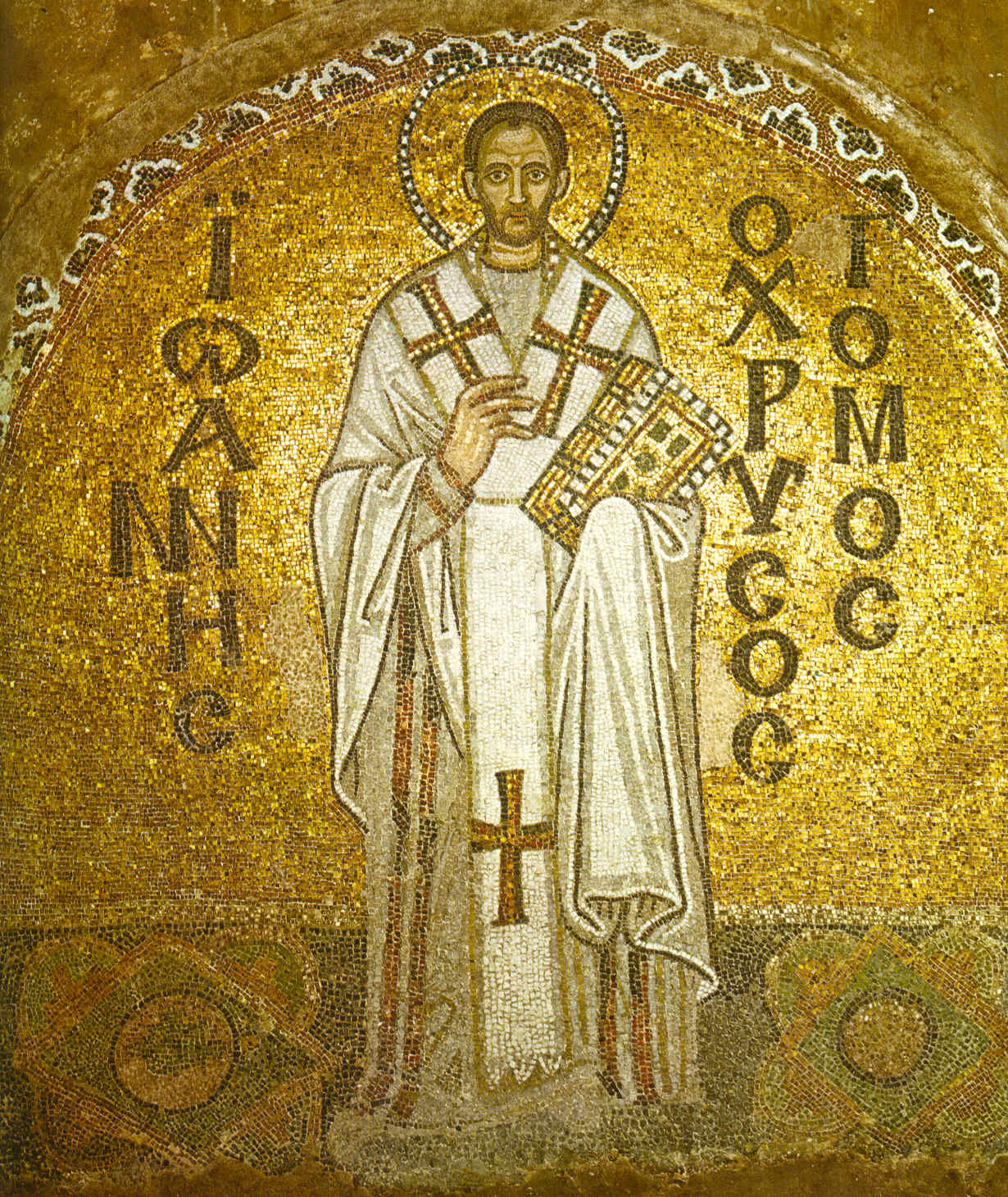
Johannes Chrysostomos (9. Jahrhundert, Hagia Sophia)

Der Römerbrief lieferte der sich herausbildenden christlichen Dogmatik einige Anknüpfungspunkte:
- Röm 11,33–36 EU wurde in der altkirchlichen Trinitätslehre immer wieder herangezogen; die dreigliedrige Doxologie wurde auf die drei Personen der Trinität gedeutet.[164]
- Mehrere Verse des Römerbriefs wurden in den christologischen Diskussionen aufgegriffen. Besonders Röm 9,5 EU belegte aus Sicht der altkirchlichen Ausleger die Gottheit Christi. Ein Problem war, dass einige Aussagen des Paulus so klingen, als sei Jesus Christus Gott-Vater untergeordnet. Es erforderte besonderen exegetischen Aufwand, um diese Bibeltexte nicht als subordinatianistisch zu verstehen.[165]
- In der Ekklesiologie begründete eine allegorisch-mystische Interpretation von Röm 7,1–6 EU die Freiheit der als Leib Christi verstandenen Kirche vom jüdischen Gesetz. Röm 9,9–11 EU lieferte den typologischen Gegensatz von Kirche und Synagoge, und Röm 10,18 EU motivierte seit Origenes die weltweite Mission.[166]

Das Verhältnis von Glauben und Werken wurde von den altkirchlichen Exegeten anders bestimmt als von Paulus. Betonte Paulus das Tun Gottes, so rückte bei seinen altkirchlichen Interpreten das Tun des Menschen ins Zentrum. Beispielsweise formulierte Paulus in Röm 8,10 , dass der Leib des Menschen tot sei durch die Sünde, und die Auslegung machte daraus, dass der Leib tot sein müsse für die Sünde. „Liebe Gottes“ und „Liebe Christi“ waren im Sprachgebrauch des Paulus die Menschenliebe Gottes bzw. Christi, bei den altkirchlichen Autoren ist es überwiegend die Liebe, die der Mensch zu Gott bzw. zu Christus haben soll. Wo Paulus den Glauben als menschliche Grundhaltung versteht, versteht die Exegese Glauben „je später, je öfter und je mehr“ als Zustimmung zum christlichen Glaubensbekenntnis als intellektuellen Akt. Die altkirchliche Exegese betonte im Gegensatz zu Paulus die menschliche Willensfreiheit, freilich nicht im Sinne einer modern gedachten ethischen Autonomie des Menschen, sondern als Abwehr zeitgenössischer Philosophien und einer Einwilligung in ein Fatum, dem der Mensch ausgeliefert sei. Daraus ergibt sich ihr Verständnis der Prädestination: „Von Anfang an sagen die Väter und wiederholen es mit unbeirrbarer Sicherheit, daß Gott die erwählt und vorausbestimmt, von denen er zum voraus weiß, sie werden sich der Wahl würdig bewähren.“
Die endzeitliche Rettung ganz Israels, die Paulus im Römerbrief vertrat, wurde in der altkirchlichen Exegese zunehmend als Problem empfunden. Theodoret behauptete im Gegensatz zu Paulus, dass Gott seine Erwählung sehr wohl wieder zurücknähme, und Ambrosiaster kommentierte Röm 9,5 : „Sie haben die Erwählung der Väter verloren und sind schlimmer als die Heiden.“ Besonders Chrysostomos setzte in seiner Römerbriefauslegung immer wieder antijüdische Akzente. Generell seien Juden „frech, unverschämt, händelsüchtig und anmaßend“. Während Origenes in der Beschneidung noch ein Mysterium der Abrahamskindschaft sehen konnte, war diese für Chrysostomos ohne (christlichen) Glauben einfach nur lächerlich.
Mehrere Lateiner lasen im Römerbrief Hinweise auf die Tätigkeit des Petrus in Rom und verstanden beispielsweise Röm 1,12  als Hinweis auf die Vorzugsstellung der Kirche von Rom. Aus dem Rahmen fällt Ambrosiaster, der vermutete, die Kirche von Rom sei in judenchristlichen Irrtümern befangen gewesen, von denen Paulus sie habe reinigen wollen.

### Mittelalter
Mehrere byzantinische Exegeten verfassten griechische Römerbriefkommentare; alle beziehen sich ausgiebig auf die Homilien des Johannes Chrysostomos: Johannes von Damaskus, Oecumenius, Theophylakt von Ohrid und Euthymios Zigabenos.
Lateineuropa las den Römerbrief im Wortlaut der Vulgata. Die ältere meditativ-kreisende, klösterlich geprägte Bibellektüre erschloss sich den Sinn des Textes durch Zitate von Autoritäten. Am Ende dieser Art von Kommentierung steht die Glossa ordinaria. Im 12. Jahrhundert setzte sich eine neue Art der Bibellektüre durch, die die vom Text aufgeworfenen Fragen (quaestiones) selbständig, durch Abwägen des Pro und Contra, zu lösen versuchte. Für diese neue Methode steht Petrus Abaelardus mit seinem Römerbriefkommentar (Expositio in epistulam ad Romanos). Er geht so vor, dass er den Römerbrief in der bisher üblichen Weise glossiert und dabei sprachlich schwierige Stellen und Sachfragen klärt, um den historischen Sinn herauszuarbeiten. Nur gelegentlich bringt er auch allegorisch-typologische Deutungen, nämlich dort, wo Paulus selbst das Alte Testament so liest. Neu sind die an passender Stelle eingeschobenen Exkurse, in denen Abaelardus philosophisch-theologische Fragen behandelt. Die Absicht (intentio) des Paulus sei es, Juden- und Heidenchristen in Rom zu Demut und Brüderlichkeit aufzurufen; seine Methode (modus tractandi) sei es, „‚die Gaben der göttlichen Gnade‘ herauszustellen und ‚die Verdienste unserer Werke‘ herabzusetzen“ und sein Gegenstand (materia) somit die Verhältnisbestimmung von Gottes Gnade und den Werken des Menschen. Anhand von Röm 3,21–26  erörtert Abaelardus, warum der Tod Christi die Menschen erlöst und rechtfertigt. Er antwortet, dass Gott dem Menschen so seine Liebe zeige und der Mensch dadurch so verändert werde, dass er aus Gottesliebe, nicht aus Furcht handle. Dies sei keine Leistung des Menschen, sondern durch Gottes zuvorkommende Gnade (gratia praeveniens) ermöglicht. Aus Röm 14,23  zieht Abaelard die Konsequenz, dass Sünde nur das sei, was der Mensch gegen das Urteil seines eigenen Gewissens tue (Omne autem quia non est ex fide, peccatum est). Die äußere Handlung ist, wie er in seiner Ethica ausführt, moralisch indifferent; aber gegen sein Gewissen handeln, ist Sünde und beleidigt Gott.
Als Thomas von Aquin im 13. Jahrhundert seinen Römerbriefkommentar (Super Epistulam B. Pauli ad Romanos) verfasste, tat er das in einer veränderten Situation. Neu war das Interesse an einer evangeliumsgemäßen Lebensform, welches die Armutsbewegung und die Bettelorden hervorbrachte, und andererseits eine Verwissenschaftlichung der Theologie durch Rezeption arabischer und griechischer Autoren. Letzteres zeigt sich im Vorwort des Römerbriefkommentars, in dem Thomas das Corpus Paulinum als systematische Entfaltung der Theologie des Paulus versteht. Er sieht darin keine Briefsammlung, sondern eine Reihe von Traktaten, so als habe Paulus wie ein Magister an einer Universität seinen Stoff in mehreren Vorlesungen dargeboten. Thema des Römerbriefs sei die Gnade. Thomas’ Kommentierung von Röm 3,21–26  betont im Unterschied zu Abaelardus, dass der Tod Christi am Kreuz eine durch die Sünden der Menschen notwendig gewordene Genugtuungsleistung sei, zugleich aber auch (wie Abaelardus) ein Zeichen der Liebe Gottes zu den Menschen. Vom Römerbrief ließ sich Thomas sein Verständnis der Rechtfertigung vorgeben, das er in der Summa theologica (I–II, q. 113) darstellte: „Die Vermittlung der Gnade, die den Akt der Freiheit bewirkt, der als Glaube zugleich Hinkehr zu Gott und Abkehr von der Sünde ist und als solcher die Nachlassung der Sünden bewirkt und damit die Rechtfertigung zum Ergebnis hat, wird von Thomas … als ein Geschehen verstanden, das sich zugleich ereignet.“

### Frühe Neuzeit

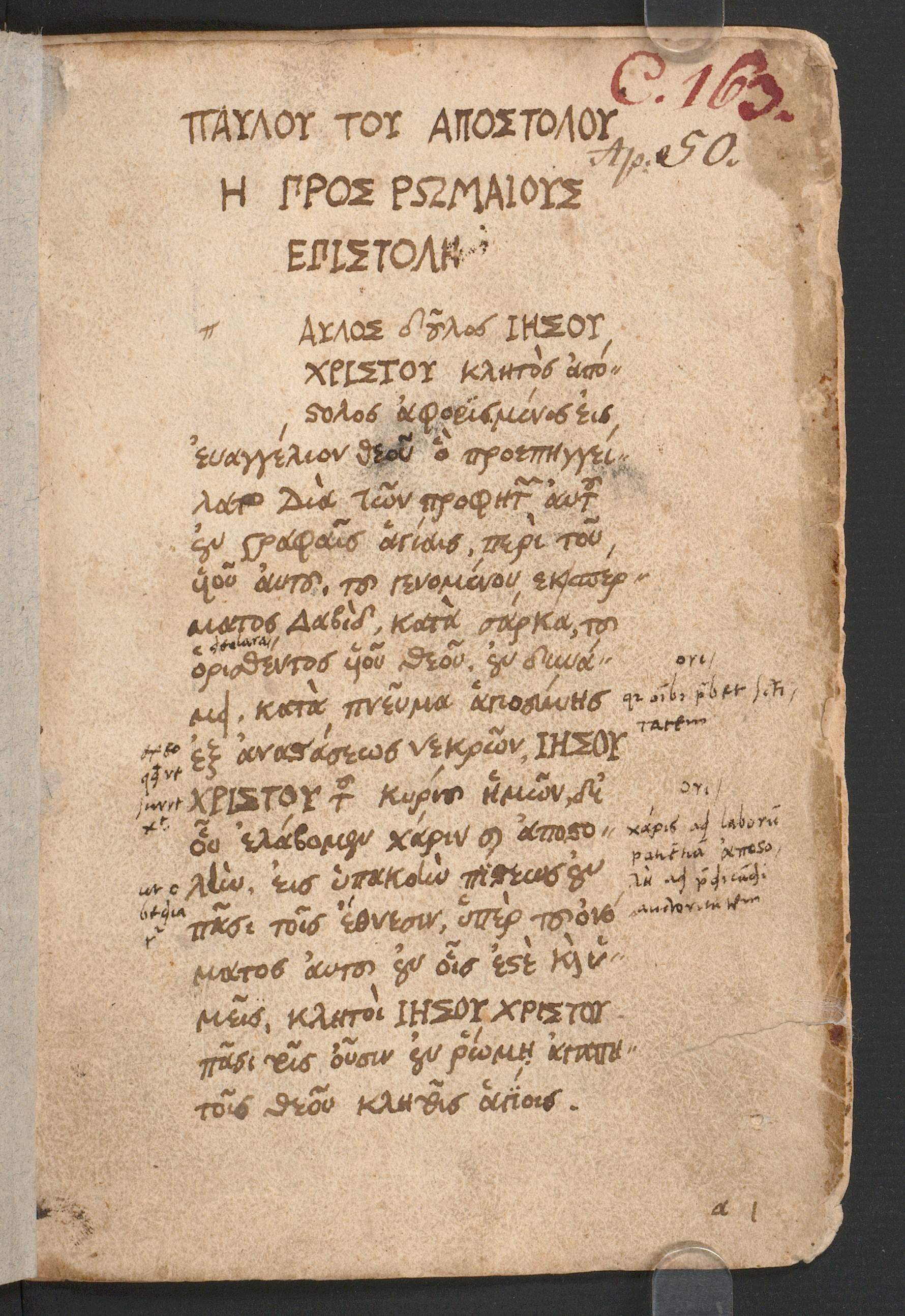
Huldrych Zwinglis private Abschrift des Römerbriefs (Einsiedeln 1517, Zentralbibliothek Zürich)

Im frühen 16. Jahrhundert kam es im Zeichen des Humanismus zu einer vertieften Beschäftigung mit dem griechischen Neuen Testament (Erasmus von Rotterdams Novum Instrumentum omne). Ein besonderes Interesse am griechischen Text zeichnete Huldrych Zwingli und Philipp Melanchthon aus, während Martin Luther stark durch den Vulgata-Wortlaut geprägt war und im Griechischen die Hilfestellung Melanchthons benötigte.
Hatte der Römerbrief in Antike und Mittelalter keine größere Aufmerksamkeit auf sich gezogen als andere biblische Schriften, so stand er seit dem 16. Jahrhundert im Zentrum des Interesses. Da evangelische Theologen den Römerbrief als Kompendium ihrer Glaubenslehre ansahen, wurde die Römerbrief-Kommentierung zum Kampfplatz der Kontroverstheologie. Die protestantische Beschäftigung mit dem Römerbrief führte zu einem Echo auf altgläubiger Seite, das auch von theologisch gebildeten Laien getragen wurde. So verfasste der vor allem als Kartograf bekannte Universalgelehrte Gerhard Mercator in den 1580er Jahren das Manuskript eines Römerbrief-Kommentars. Knut Backhaus zufolge erlebte die römisch-katholische Exegese im 16. Jahrhundert insbesondere in den romanischen Ländern eine Blütezeit. Der Römerbrief stand im Mittelpunkt des Interesses, damit auch die Fragen von Glauben und Gnade. Nachdem allerdings in Spanien die reformatorische Bewegung zurückgedrängt worden war, habe die Inquisition dort auch der philologischen und historischen Erforschung der Bibel ein Ende bereitet.

#### Martin Luther
Luther schrieb 1545 rückblickend auf seine Jugend im Augustinerorden, dass er um 1519 beim Studium des Römerbriefs in seinem Wittenberger Kloster ein Bekehrungserlebnis gehabt habe. Seine Ausbildung hatte ihm vermittelt, die Gerechtigkeit Gottes in Röm 1,16–17  als formale oder aktive Gerechtigkeit zu verstehen, mit der Gott die Sünder strafe. Aber nun wurde er auf den Kontext aufmerksam und „begriff, dass dies der Sinn ist: Offenbart wird durch das Evangelium die Gerechtigkeit Gottes, nämlich die passive, durch die uns Gott, der Barmherzige, durch den Glauben rechtfertigt.“ Das sei wie eine Neugeburt gewesen.
In der Römerbriefvorlesung von 1515/1516 hatte Luther einige später wichtige exegetische Einsichten gewonnen, darunter ein Augustinus folgendes, aber radikalisiertes Verständnis des menschlichen Ringens mit der Sünde in Kapitel 7. Zu Röm 7,25  kommentierte er: „Siehe da, ein und derselbe Mensch dient zugleich dem Gesetze Gottes und dem Gesetz der Sünde, er ist zugleich gerecht und ein Sünder. … Die Heiligen sind zugleich, indem sie gerecht sind, Sünder; gerecht, weil sie an Christus glauben, dessen Gerechtigkeit sie deckt und ihnen zugerechnet wird; aber Sünder, weil sie das Gesetz nicht erfüllen, nicht ohne sündliche Begier sind …“ Luthers Verständnis von Römer 7 wurde von fast allen Reformatoren übernommen und so zum Kernbestand evangelischer Theologie, mit weitreichenden Auswirkungen auf die Frömmigkeit: Kapitel 7 wurde als täglicher Beichtspiegel im Zusammenhang mit der ebenfalls täglichen Tauferinnerung gemäß Kapitel 6 gelesen.
In einer Vorrede seiner 1522 veröffentlichten Übersetzung des Neuen Testaments (Septembertestament) erklärte Luther, der Römerbrief sei „das rechte Hauptstück des Neuen Testaments und das allerlauterste Evangelium“. Er bot als Leseanleitung eine Erläuterung der Schlüsselbegriffe. Anschließend ging er den Brief kapitelweise durch und erklärte die Argumentation des Paulus.

#### Philipp Melanchthon
Melanchthons Neuentdeckung war die Autorenpersönlichkeit des Paulus, der den ganzen Römerbrief nach didaktischen und rhetorischen Regeln verfasst habe. Es sei daher verfehlt, sich einzelne Sätze herauszugreifen, ohne die Gesamtdisposition des Briefs zu berücksichtigen. Der rhetorischen Komposition des Römerbriefs widmete Melanchthon einen eigenen Kommentar (Dispositio orationis in epistola Pauli ad Romanos, 1529). In seinem Römerbriefkommentar von 1532 stellte Melanchthon folgende Gliederung vor: Röm 1,1–15  exordium (Eröffnung); Röm 1,16–3,20 propositio (Themenstellung); Röm 3,21–31  status (Sachverhalt) des gesamten Briefs; Röm 4,1–5,11 confirmatio (Beweisführung); Röm 5,12–8,39 digressio (Exkurs), eine den Regeln der Logik folgende Abhandlung; Röm 9–11 neue Frage; Röm 12–15 ethische Vorschriften; Röm 16 Grußliste. Die rhetorische Analyse des Römerbriefs erlaubte es Melanchthon, die einzelnen Verse unterschiedlich stark zu gewichten. Er bekräftigte dieses Vorgehen gegen die Kritik des juristisch geschulten Johannes Calvin, der auf einer Vers-für-Vers-Kommentierung bestand. Melanchthon nutzte seine rhetorische Analyse des Römerbriefs auch, um die Gliederungspunkte seiner Dogmatik Loci communes aus diesem biblischen Buch zu erheben.

#### Johannes Calvin
Als Reformator der jüngeren Generation verdankte Johannes Calvin sowohl Melanchthons als auch Martin Bucers Römerbriefkommentaren viel. In das Lob mischte sich aber Kritik, weil Calvin Melanchthons rhetorische Behandlung des Bibeltextes missbilligte. An Bucer störte ihn, dass dieser umfangreiche Exkurse in die Kommentierung einflocht. Calvin erhob dagegen in seinem Widmungsbrief an Simon Grynaeus verständliche Kürze (perspicua brevitas) zusammen mit Benutzerfreundlichkeit (facilitas) zum Kennzeichen des eigenen Römerbriefkommentars, der 1540 in Straßburg gedruckt wurde. Der Exeget müsse sich darauf beschränken, die Intention des Autors so genau wie möglich herauszuarbeiten. Das Thema des Römerbriefs sei: „Wir werden durch den Glauben gerechtfertigt (Fide nos iustificari)“. Den paulinischen Schlüsselbegriff der Gerechtigkeit Gottes (Röm 1,17 ) interpretierte Calvin als jene Gerechtigkeit, „die vor Gottes Gericht bestehen soll (iustitia quae apud Deo tribunal approbetur)“.

#### Willem Hessels van Est
Bei den Dozenten der Universität Leuven kam ein humanistisches Interesse am lateinischen und griechischen Bibeltext und eine Prägung durch die Theologie des Augustinus zusammen. Der bekannteste Kommentator der Paulusbriefe, der hier studierte und lehrte, war Willem Hessels van Est (Estius). 1582 erhielt er eine Professur an der Universität Douai. Sein Kommentar zu den Briefen an die Römer, Korinther und Galater wurde 1614 postum veröffentlicht. Estius zog die Kirchenväter, vor allem Augustinus, bei der Kommentierung heran, aber auch mittelalterliche Autoritäten wie Thomas von Aquin. Estius’ Kommentare zu den Paulusbriefen wurden bis ins späte 19. Jahrhundert immer wieder nachgedruckt, vor allem in den Zentren des französischsprachigen Jansenismus: Douai, Paris und Rouen.

#### Domingo de Soto
Der Dominikaner und führende Vertreter der Spanischen Spätscholastik Domingo de Soto war als Konzilstheologe maßgeblich an der Erstellung des Dekrets über die Rechtfertigung des Konzils von Trient (1547) beteiligt. Aus der Arbeit am Rechtfertigungsdekret entstanden zwei sich ergänzende Werke de Sotos: die systematische Abhandlung De natura et gratia und ein Kommentar über den Römerbrief (In Epistolam divi Pauli ad Romanos commentarii, Antwerpen 1550). Im Vorwort erklärte de Soto, dass er sich mit der Bibelexegese nur befasse, um die scholastische Spekulation zu verbessern; die böse Zeit und die neuen Häresien zwängen ihn dazu. „Immerhin hat de Soto einen theologischen Kommentar zu einer neutestamentlichen Schrift verfasst. Keiner seiner dominikanischen Mitbrüder oder Nachfolger auf einem scholastischen Lehrstuhl schrieb je wieder einen solchen Kommentar.“

#### Frühe Jesuiten
Fast alle frühen Jesuiten hielten Vorlesungen über die Bibel. Dazu waren sie durch ihre Kenntnis der Alten Sprachen qualifiziert; die Hermeneutik folgte den traditionellen Wegen. Römerbriefvorlesungen hielten Nicolas Bobadilla, Diego Laínez, André de Freux, Paolo d’Achille und Jerome Nadal. Kommentare verfassten Francisco de Toledo, Alfonso Salmerón, Benedictus Pererius, Cornelius a Lapide und Jacobus Tirinus. „Und dann war Stille,“ so Alice L. Laffey mit Verweis auf das Konzil von Trient, das nur dem Lehramt zubilligte, die Bibel zu erklären. „Deshalb gab es nach dem Konzil bis zum Ende des 19. Jahrhunderts wenig römisch-katholische Bibelinterpretation. Was sich auf dem Feld der Bibelstudien in den rund 250 Jahren von Mitte des 17. Jahrhunderts bis Ende des 19. Jahrhunderts tat, fand in protestantischen Kreisen statt.“

#### Peter Martyr Vermigli
Der 1558 gedruckte Römerbrief-Kommentar Peter Martyr Vermiglis ist das Hauptwerk dieses Theologen und wurde bis 1613 achtmal nachgedruckt. Vermigli reagierte damit einerseits auf das Rechtfertigungs-Dekret des Konzils von Trient, andererseits auf die katholische Restauration in England unter Maria Tudor, die ihn 1553 zwang, Oxford zu verlassen. Er ging von einem forensischen Verständnis von Rechtfertigung aus, sah diese aber (über Luther und seine theologischen Schüler hinausgehend) in Verbindung mit zwei den Menschen verändernden Wirkungen: der inneren Erneuerung von Willen und Verstand (regeneratio) und der Heiligung (sanctificatio). Vermigli lehrte, dass sich als Folge der Rechtfertigung eine dem Menschen innewohnende Gerechtigkeit (iustitia inhaerens) entwickle. Damit kam er „in die Nähe zu den reformkatholischen Auffassungen einer doppelten Rechtfertigung.“ Kennzeichnend für Vermiglis Bibelkommentierung sind die eingeschobenen systematisch-theologischen Exkurse (loci) zu den im Bibeltext angesprochenen Themen; diese Methode wurde in der calvinistischen Exegese vorbildlich.

#### David Pareus und Hugo Grotius
Der Heidelberger reformierte Theologe David Pareus veröffentlichte 1608 einen Römerbrief-Kommentar, der sich explizit gegen Positionen des Jesuiten Robert Bellarmin und des in Leuven lehrenden Thomas Stapleton richtete. Stapleton hatte 1595 einen Römerbrief-Kommentar veröffentlicht, welcher ein „Gegengift“ (Antidota) zu den Kommentaren von Calvin und Théodore de Bèze sein sollte. Dabei vertrat er einen gemäßigten Augustinismus und suchte die Nähe zu Thomas von Aquin und den Positionen jesuitischer Theologen. Wim François zufolge war Stapleton „hauptsächlich ein unermüdlicher Kontroverstheologe, weniger ein talentierter Bibelkommentator. Er versuchte seinen Schülern und Mitklerikern beim Kampf gegen die Häresie zu helfen, indem er die katholische Antwort zu den aktuell meistdiskutierten exegetischen Fragen veröffentlichte.“ Pareus bot in jedem Kapitel zunächst eine knappe Vers-für-Vers-Kommentierung und dann die kontroverstheologischen Streitfragen (Dubia). Bei Römer 13 sind das folgende Fragen:
1. Sind Papst und Klerus der weltlichen Gewalt untergeben?
2. Hat der Papst eine den weltlichen Fürsten übergeordnete Gewalt?
3. ist alle Gewalt von Gott eingesetzt?
4. Ist es legitim, der weltlichen Gewalt und dem Papst Widerstand zu leisten?
5. Hat die weltliche Gewalt Herrschaftsgewalt in Religionssachen (circa religionem)?
6. Hat die Kirche Schwertgewalt und kann diese durch Richten und Kriegführung vollzogen werden?
7. Können einerseits weltliche, andererseits kirchliche Gesetze die Gewissen binden?
8. Sind Kleriker von der Steuerzahlung befreit?

Das Hauptinteresse Pareus’ galt Frage 5. Zeitgeschichtlich konkret wurde die Problematik durch Landgraf Moritz von Hessen, der in seinem Territorium die reformierte Konfession einführte, und König Jakob I. von England, dessen Gegensatz zum Parlament 1605 im Gunpowder Plot englischer Katholiken eskalierte. Pareus differenzierte zwischen den Glaubensfragen, in dem der Fürst keine andere Kompetenz habe als jede Privatperson, und der Ordnung der Kirche; letztere ist nochmals differenziert in die Ordnung von Ämtern und Aufgaben in der Kirche (Oeconomia Ecclesiastica generalis), die laut Pareus von der Bibel vorgegeben und von Fürsten nicht zu ändern sei, und Schaffung von Rahmenbedingungen (Oeconomia Ecclesiastica specialis), indem zum Beispiel für die Besetzung von Pfarrstellen Sorge getragen wird. Dies obliege den Fürsten. Als Kurpfälzer Theologe war Pareus auch dem Ausgleich zwinglianischer und calvinistischer Traditionen verpflichtet, was sich an der Behandlung von Frage 7 zeigte. Die engen Beziehungen der Kurpfalz zu den Stuarts hatten eine starke Rezeption von Pareus’ Werk in England zur Folge. Hugo Grotius bezog sich in De imperio summarum potestatum circa sacra (1647) explizit auf Pareus’ Römerbrief-Kommentar, doch fand eine Bedeutungsverschiebung statt. Hatte Pareus gegen vor allem jesuitische Gegner eine beschränkte Kompetenz weltlicher Fürsten in Religionsangelegenheiten postuliert, so dehnte Grotius diese aus: Die Obrigkeit solle in dem Streit zwischen Remonstranten und Contraremonstranten mäßigend wirken und sich für Toleranz abweichender Meinungen einsetzen.

#### August Hermann Francke
In der evangelischen Frömmigkeit des 17. Jahrhunderts wurde Römer 7 so verstanden, als würde der Christ, gerade weil er ganz von der Vergebung Gottes lebte, auf der Stelle treten und käme zu keinen Fortschritten im Kampf gegen die Sünde. Der Pietismus entwickelte eine für ihn kennzeichnende Lösung: Kapitel 7 des Römerbriefs beschreibt demnach das Durchgangsstadium im Christenleben nach der Taufe als Säugling und vor der Wiedergeburt. Römer 7 führt in die existenzielle Krise hinein, die durch das Bekehrungserlebnis überwunden wird, und danach lebt der Christ in der vom Geist Gottes bestimmten Realität von Römer 8. August Hermann Francke vertrat seit 1688 in Predigten und Lektionen gegen den Widerspruch der altlutherischen Orthodoxie, dass Römer 7 den Zustand des angefochtenen, noch nicht wiedergeborenen Christen beschreibe, und – eine besondere Pointe des Hallischen Pietismus – es reiche nicht, diese persönliche Erfahrung dem Paulus nachzusprechen, man müsse diese Krise selbst erleben. Während Luther meinte, der Christ würde lebenslang das in Römer 7 beschriebene Scheitern erfahren, sah Francke darin ein Merkmal der falschen, lauen Christen, die nicht zur Wiedergeburt gelangten.

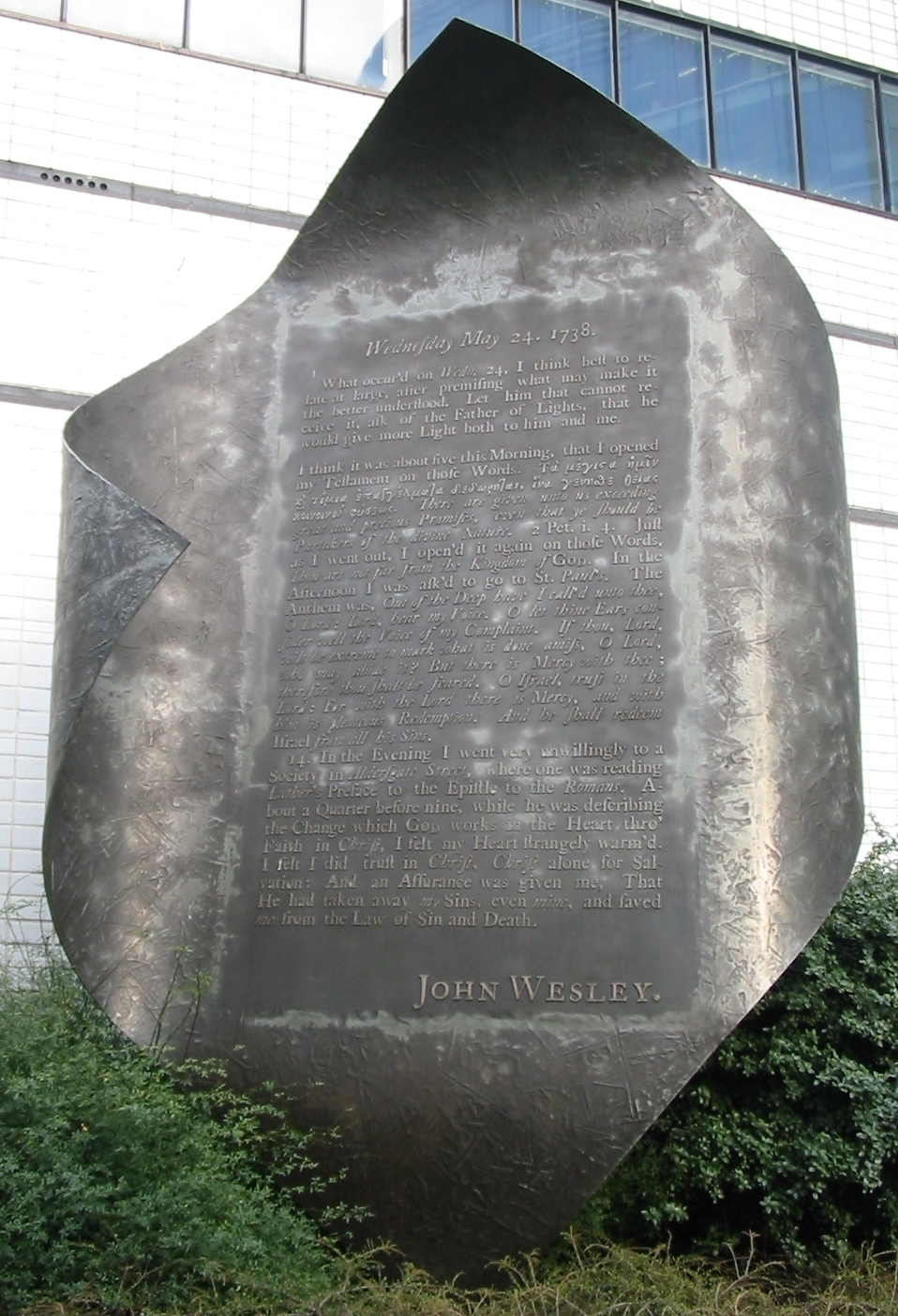
Aldersgate Flame, Denkmal für Wesleys Bekehrungserlebnis vor dem Museum of London

#### John Wesley
John Wesley ist ein bekanntes Beispiel für dieses pietistische Bekehrungserlebnis. Seine Frömmigkeit war durch Kontakte mit Herrnhutern geprägt. Er hoffte, eine augenblickliche Bekehrung zu erleben, in der er zur Glaubensgewissheit gelangen würde. Dies ereignete sich seinen Tagebuchaufzeichnungen zufolge, als er am Abend des 24. Mai 1738 eine Gesellschaft von Herrnhutern in der Londoner Aldersgate Street besuchte, wo jemand Luthers Vorrede zum Römerbrief vorlas. Wesley verspürte eine Wärme des Herzens, ein festes Vertrauen auf Christus und die Gewissheit der Sündenvergebung; er legte darüber sofort vor den Anwesenden Zeugnis ab.

#### Johann Albrecht Bengel
In seinem klassischen Kommentar zum Neuen Testament (Gnomon Novi Testamenti, Tübingen 1742) gelangte Johann Albrecht Bengel, von einigen Beobachtungen am griechischen Text ausgehend, zu einer eigenständigen Interpretation von Römer 7. So fiel ihm auf, dass Paulus Röm 7,14  ins Präsens wechselte; er kommentierte: „Die Rede lenket sich eben desto schicklicher von der vergangenen Zeit auf die gegenwärtige, weil man erst alsdann, wenn man unter die Gnade gekommen ist, die Beschaffenheit jenes gesetzlichen Zustandes recht versteht, und aus dem gegenwärtigen das Vergangene deutlicher beurtheilen kann. Endlich hat Ein und derselbe Zustand und Prozeß verschiedene Stufen … und er seufzt und strebet und rücket der Freiheit nach und nach weiter entgegen, daher die Rede des Apostels, wie wir sehen werden, immer etwas heiterer wird.“ Bengel betonte also in der religiösen Biografie des Christen die Entwicklung und nicht den Bruch.

### Das lange 19. Jahrhundert
August Tholuck veröffentlichte zwischen 1824 und 1856 mehrere Auflagen seines umfangreichen, das ganze 19. Jahrhundert prägenden Römerbriefkommentars. Mit Rückgriff auf Bucer, Francke und Bengel vertrat Tholuck gegen Luther, Melanchthon und Calvin die Deutung des „Ich“ von Römer 7 auf „den Menschen unter dem Gesetz, der nach Heiligung strebt und schon auf dem Weg zur Erlösung ist“. Diese Interpretation unterstützte er durch zahlreiche Belege aus der antiken Literatur, in der vom inneren Zwiespalt des Menschen zwischen Sittengesetz und Begierde die Rede ist. Tholucks Hauptwerk machte den Auftakt zu einer Reihe einander ähnlicher, umfangreicher Römerbriefkommentare von Hermann Olshausen (1835), Wilhelm Martin Leberecht de Wette (1835) und Karl Friedrich August Fritzsche (1836/1843): Sie bieten gründliche grammatisch-philologische Analysen, jüdische und griechisch-römische Parallelen und Hinweise zur Rezeption, besonders in der Alten Kirche.
Ferdinand Christian Baur unternahm 1836 einen ersten Versuch, den Römerbrief historisch-kritisch zu lesen und die dogmatische Exegese hinter sich zu lassen: Über Zweck und Veranlassung des Römerbriefs und die damit zusammenhängenden Verhältnisse der römischen Gemeinde. Baur zufolge standen sich im Urchristentum eine petrinisch-judenchristliche und eine paulinische Partei gegenüber, die unter dem Druck der Gnosis zu einer „altkatholischen“ Synthese zusammenfanden. In diesem Gesamtbild wendet sich der Römerbrief gegen eine judenchristliche Partei in Rom und plädiert für ein universalistisches bzw. antipartikularistisches Christentum. Paulus habe sich mit Abfassung des Römerbriefs auch auf die große Auseinandersetzung vorbereitet, die ihm in der judenchristlich dominierten Gemeinde in Jerusalem bevorstand.
Als katholischer Ordinarius für Neues Testament in München hielt Johann Adam Möhler 1836 und 1837 Vorlesungen über den Römerbrief. Die kontroverstheologische Auseinandersetzung mit Zentralbegriffen der lutherischen und reformierten Rechtfertigungslehre hatte Möhler schon in seiner Symbolik (1832) geführt; die philologische Arbeit am griechischen Text diente nun der Absicherung seiner Positionen. Franz Xaver Reithmayr veröffentlichte 1846 unter Möhlers Namen eine stark bearbeitete Vorlesungsmitschrift. Möhlers Vorlesung zum Römerbrief erschien erst 1990 im Druck.
Im ausgehenden 19. Jahrhundert wurden zwei viel gelesene Römerbriefkommentare veröffentlicht: William Sanday, Arthur Headlam: A Critical and Exegetical Commentary on the Epistle of the Romans (1895) sowie Karl Cornely: Commentarius in S. Pauli Apostoli epistolas I (1896). Nach der Jahrhundertwende erschienen mehrere Römerbriefkommentare, unter denen Hans Lietzmanns Kommentar (An die Römer, 1906) als philologische Fundgrube gilt. Im römisch-katholischen Raum ersetzte der Kommentar von Marie-Joseph Lagrange (Saint Paul: Épitre aux Romains, 1916) das Werk Cornelys.

### Barth versus Bultmann

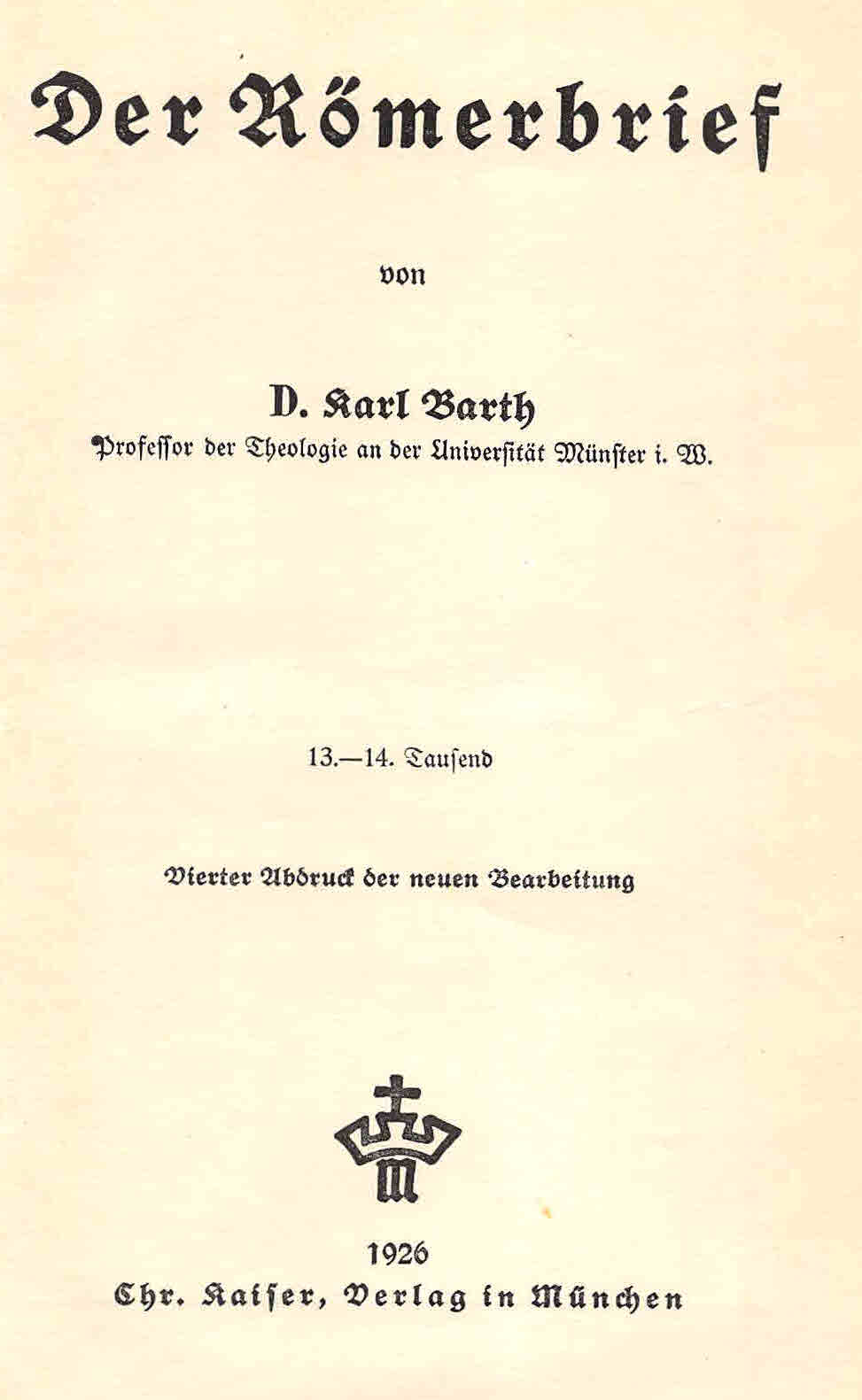
Karl Barth: Der Römerbrief

Auch im 20. Jahrhundert wurden theologisch-dogmatische Auslegungen verfasst, unter denen Karl Barths Römerbriefkommentar (erste Auflage 1919, zweite Auflage 1922) eine besonders große Wirkung entfaltete. Barths Zugang zum Bibeltext war 1919 von persönlicher Betroffenheit gekennzeichnet; die wissenschaftliche Distanz zwischen Verfasser und Ausleger war aufgegeben. „Rhetorisch gesehen benutzt er die Strategie der Entfremdung von einem augenscheinlich bekannten Text, um damit Raum für das Neue zu schaffen. Der Autor des Kommentars bleibt bewusst im Hintergrund, damit klar wird, dass sich niemand – weder der Exeget noch der Leser – in einer Zuschauerhaltung verstecken kann.“ Die zweite, völlig umgearbeitete Auflage sucht eine neue Verhältnisbestimmung zwischen christlichem Glauben und europäischer Kultur. Barths radikalisierte Eschatologie betonte die Verborgenheit Gottes in seiner Offenbarung. Gott bleibe der ganz andere, jedem menschlichen Zugriff entzogen. Søren Kierkegaards Einfluss auf Barth zeigt sich im Kommentar auch sprachlich: „Angst, Ärgernis, Augenblick, Existentialität, Einzelner, Ewigkeit, Furcht und Zittern, unendlich qualitativer Unterschied, indirekt, paradox, absurd.“ Eine Besonderheit des Barthschen Kommentars ist es, dass er in Kapitel 9 bis 11 Israel durchgängig mit der Kirche identifiziert. Das funktioniert nur, weil Barth antijüdische Stereotypen bedient; Röm 11,15  beispielsweise kommentiert er in der zweiten Auflage: „Die Kirche hat Christus gekreuzigt.“ Der vorausgesetzte Subtext ist, dass die Juden Christus gekreuzigt hätten.
Rudolf Bultmann rezensierte die zweite Auflage von Barths Römerbriefkommentar für Die Christliche Welt recht freundlich. Er vermisste allerdings die „Sachkritik“ und damit die Fähigkeit, neutestamentliche Texte geschichtlich zu lesen. In der Auseinandersetzung mit Barth vertiefte Bultmann seine eigene Paulusinterpretation: „… wenn ich mich zu zeigen bemühe, wo Paulus abhängig ist von jüdischer Theologie oder vom Vulgärchristentum, von hellenistischer Aufklärung oder hellenistischem Sakramentsglauben, so treibe ich damit nicht nur historisch-philologische Kritik […], sondern ich tue es unter dem Gesichtspunkt, zu zeigen, wo und wie die Sache zum Worte kommt, damit ich eben die Sache erfasse.“
Barth lehnte es ab, den Beamteneid auf Hitler zu leisten. Er verlor im Juni 1935 deshalb seine Professur an der Universität Bonn und wurde in den vorzeitigen Ruhestand versetzt. Aus dieser Zeit datiert Barths Charakterisierung der Bekennenden Kirche: „Sie redet – wenn sie redet – noch immer nur in ihrer eigenen Sache. Sie hält noch immer die Fiktion aufrecht, als ob sie es im heutigen Staat mit einem Rechtsstaat im Sinne von Röm 13 zu tun habe.“ Selbstkritisch räumte Barth ein, dieses Spiel zu lange mitgespielt zu haben. Er nahm 1938 von der Schweiz aus mit dem Heft Rechtfertigung und Recht grundsätzlich zum Verhältnis zwischen Kirche und Staat Stellung. Die von Oscar Cullmann vorgeschlagene Interpretation der ἐξουσίαι exousíai in Röm 13,1–7  (Luther: „Obrigkeit“) mit dämonischen Engelmächten (exegetisch eine Minderheitsmeinung) griff Barth auf, um „die Ambivalenz des Politischen zwischen Röm 13 und Apk 13 [= Offb 13,1–18 ], zwischen der rechtsstaatlichen und der dämonischen Erscheinungsweise des Staates zu deuten.“
In den 1950er Jahren kam es zwischen Barth und Bultmann zu einer heftigen Auseinandersetzung, die um die Interpretation von Römer 5 ausgetragen wurde. Auf Barths Schrift Rudolf Bultmann. Ein Versuch, ihn zu verstehen. Christus und Adam nach Röm 5 (Zürich 1952) antwortete Bultmann 1959 mit dem Aufsatz Adam und Christus nach Römer 5. Bultmann warf Barth vor, die mythologische Rede des Paulus nicht angemessen zu erfassen; Adam und Christus würden bei Barth zu einer Idee reduziert. Der Mythos des Urmenschen Adam sei bei Barth „entmythologisiert“ worden, aber in einer fragwürdigen Weise.
Unter den historisch-philologischen Kommentaren der 1930er Jahre sind die Kommentare von Charles Harold Dodd (The Epistle of Paul to the Romans, 1932), Patrick Boylan (St. Paul’s Epistle to the Romans, 1934) und Adolf Schlatter (Gottes Gerechtigkeit, 1932) zu nennen. Anders Nygrens Römerbriefkommentar (Pauli Brev Till Romarna, 1944) erschien 1951 in deutscher Übersetzung. Unter den Römerbrief-Kommentatoren der Nachkriegszeit sind Otto Michel (1955), Franz Jehan Leenhardt (1957), Charles Kingsley Barrett (1957) und Otto Kuss (1957/59). Drei akademische Schüler Bultmanns verfassten Römerbriefkommentare: Ernst Käsemann (1973), Heinrich Schlier (1977) und Walter Schmithals (1988).

### Neuere Entwicklungen
Rückblickend auf die zweite Hälfte des 20. Jahrhunderts, sah Friedrich Wilhelm Horn 1995 drei große Trends der Paulusforschung:
- die rhetorische Analyse; sie lasse es nicht mehr zu, die Paulusbriefe wie zeitlose theologische Werke zu lesen;
- die Einbeziehung der antiken Lebenswelt; dadurch werde der Paulustext stärker in seiner Fremdheit wahrnehmbar;
- die Beachtung der bleibenden jüdischen Identität des Paulus; dadurch stelle sich auch „die religionsgeschichtliche Frage des Standortes der paulinischen Theologie neu“.[216]

Der letztgenannte Trend ist seit den 1980er Jahren besonders mit der New Perspective on Paul verbunden, etwa seit der Jahrtausendwende auch mit der darauf aufbauenden Forschungsrichtung Paul within Judaism. Die New Perspective hatte im deutschsprachigen evangelischen Raum Schwierigkeiten, sich gegenüber der dominierenden „lutherisch-existentialtheologischen Synthese“ in der Nachfolge Bultmanns durchzusetzen; Kritik kam außerdem von „engagierten Vertretern reformatorischer Theologie, insbesondere … vom evangelikalen Flügel dieser Tradition.“ Aber auch katholische Exegeten blieben gegenüber der von der New Perspective vorangetriebenen Ent-Theologisierung der Paulusbriefe zurückhaltend.
Andererseits kann die New Perspective für orthodoxe Exegeten attraktiv sein. Sie kritisiert nämlich die auf Augustinus zurückgehende Pauluslektüre mit dem hermeneutischen Schlüssel einer Polarität von Gesetz und Gnade. Hier konvergiert sie mit vor-augustinischen oder nicht lateinisch-westkirchlichen Zugängen zu Paulus. Das betrifft zwei Themenfelder:
- Die paulinische Rechtfertigungslehre gehört in den Kontext seiner Ekklesiologie. Paulus geht es demnach nicht um die Rettung von Individuen, sondern um eine Möglichkeit, die Heidenchristen dem Gottesvolk Israel zuzuordnen.
- Das „Gesetz“ wird positiver gesehen als in der Nachfolge des Augustinus üblich. „Die Negation der ‚Werke des Gesetzes‘ darf man gemäß der ‚New Perspective on Paul‘ nicht als eine Polemik des Paulus gegen eine synergistische Soteriologie der jüdischen Religion auffassen“, so Athanasios Despotis. „Wenn Πίστις [= Glaube] nicht als Gegenpol zu den menschlichen Werken oder dem Sich-Rühmen der menschlichen Existenz aufgefasst wird, bezieht sich die Rechtfertigung bei Paulus nicht auf eine forensische Rechtsprechung, sondern auf eine Transformation des Menschen als Ganzes.“[218]

Klaus Haacker charakterisiert 2019 den Stand der Diskussion folgendermaßen: „Das vorübergehende Hochgefühl eines Paradigmenwechsels ist offenbar verflogen, und die Paulus-Forschung ist zur … Normalität einer unübersichtlichen Vielfalt zurückgekehrt …“; Haacker plädiert dafür, sowohl die reformatorische Paulusdeutung als auch die New Perspective „als Fortschritt gegenüber den jeweiligen theologiegeschichtlichen Vorgaben zu respektieren, in heutiger Forschung aber nach vorn zu blicken.“

## Jüdische Römerbrief-Lektüren
Daniel Boyarin (A Radical Jew, 1994) sieht „Paulus als Gesprächspartner, weil er sich mit den Dichotomien im Judentum befasst: männlich/weiblich, Jude/Nichtjude und Partikularismus/Universalismus.“ Boyarin zufolge teilte Paulus die im hellenistischen Judentum verbreitete pessimistische Sicht der Sexualität. Er schlägt vor, Römer 7 im Licht der Paradiesgeschichte im Buch Genesis zu sehen: Adam und Eva empfingen das Gebot der Fortpflanzung. Die Sünde nutzte dieses Gebot, so Paulus, um sexuelles Begehren zu wecken. Wer an Christus glaubt, habe die Möglichkeit des asketisch-ehelosen Lebens und dadurch der geistlichen Fruchtbarkeit, was in Römer 8 entfaltet werde. Das Abschlusskapitel ist ein persönlicher Antwortbrief Boyarins, der sich als (post)moderner Jude versteht, an Paulus: „Wie kann ich eine partikulare Identität, die mir besonders wertvoll ist, ethisch so konstruieren, dass ich weder in Ethnozentrismus oder Rassismus der einen oder anderen Art verfalle?“
Zum Netzwerk Paul within Judaism gehören mehrere jüdische Historiker und Neutestamentler, darunter Mark D. Nanos. Nanos legte 1996 einen Römerbrief-Kommentar (The Mystery of Romans) vor, der Paulus als praktizierenden Juden zeichnet. Paulus wendet sich laut Nanos an eine heidenchristliche Leserschaft in Rom, die sich im Kontext der Synagoge trifft. Er bekämpft die sich in diesen Kreisen ausbreitende These, Gott habe Israel verworfen. Die römischen Gegner des Paulus vertreten einen christlichen Exklusivismus, der dafür wirbt, absichtlich nicht so zu leben, wie Juden es von gottesfürchtigen Nichtjuden erwarten. Zu Römer 14 vertritt Nanos die These, dass die „Schwachen im Glauben“ eine respektvolle Bezeichnung für die nicht-christusgläubigen Juden in Rom sei.

## Philosophische Römerbrief-Lektüren
Jacob Taubes bezog sich zeitlebens immer wieder auf die Paulusbriefe. Seinem eigenen jüdischen Hintergrund entsprechend, distanzierte er sich von der Deutung des Todes Jesu am Kreuz als Sühnopfer (Römer 3). Er sah wie Albert Schweitzer in der Christusmystik des Paulus eine Überwindung der älteren jüdischen Apokalyptik. Im Unterschied zu Schweitzer war für ihn Röm 5,1–8 , die Gegenüberstellung von Adam und Christus, der zentrale Text dieser Christusmystik: Der erste Adam und Christus als der letzte Adam „sind Momente, Fixpunkte der Geschichte, welche für Paulus wesentlich Eschatologie ist. Eschatologie aber ist Heilsgeschichte.“ Die Rede von Christus als „des Gesetzes Ende“ (Röm 10,4 ) interpretierte Taubes 1947 in der Abendländischen Eschatologie als spirituelle Revolution gegen das Imperium Romanum.
Giorgio Agambens Römerbrief-Kommentar Die Zeit, die bleibt (2000, deutsch 2006) liest den Paulustext mit einer aktualisierenden Hermeneutik. Im „Jetzt der Lesbarkeit“ (Walter Benjamin), also in der durch Globalisierung gekennzeichneten Jahrtausendwende, erschließt sich der volle Gehalt des Textes. Agambens Übersetzung von Röm 1,1  enthält „das ganze Programm des Kommentars in der Nussschale“: Paulus, Sklave des Jesus Messias, berufen zum Apostel, ausgesondert für das Evangelium Gottes.
- Der Titel Christus wird konsequent durch Messias wiedergegeben, um die jüdische Tradition des paulinischen Denkens erkennbar zu machen. Das Messianische im Sinn des Paulus erläutert Agamben mit Verweis auf 1 Kor 7,31 EU: „Indem das Messianische im Als-ob-nicht alles auf sich selbst bezieht, löscht es dieses nicht einfach aus, sondern lässt es vorübergehen, bereitet sein Ende vor. Es ist nicht eine andere Gestalt, eine andere Welt, sondern das Vorbeigehen dieser Welt.“[227]
- Das Berufen-Sein des Paulus ist im Sinne des messianischen als-ob-nicht die Rücknahme jeder Berufung.
- Paulus bezeichnet sich in Röm 1,1 außerdem als ausgesondert. In der messianischen Zeit sind soziale Trennungen relativiert. Paulus plädiert nach Agamben nicht gegen jüdischen Partikularismus für einen Universalismus, sondern sein Ausgesondert-Sein kennzeichnet ihn als Angehörigen des Rest-Israel. Agamben zieht aus diesem Rest-Gedanken politische Konsequenzen: „das Volk der Demokratie [sei] weder Ganzes noch Teil, weder Mehrheit noch Minderheit …, sondern eine Größe, die nie mit sich identisch sein könne.“[228]

### Überblicksdarstellungen
- Horst Balz: Römerbrief. In: Theologische Realenzyklopädie (TRE). Band 29, de Gruyter, Berlin / New York 1998, ISBN 3-11-016127-3, S. 291–311.
- Watson E. Mills: Romans. (= Bibliographies for Biblical Research, New Testament Series 6). Mellen Biblical Press, Lewiston u. a. 1996, ISBN 0-7734-2418-0.
- Stefan Schreiber: Der Römerbrief. In: Martin Ebner, Stefan Schreiber (Hrsg.): Einleitung in das Neue Testament (= Kohlhammer Studienbücher Theologie, 6). Kohlhammer, 3. überarbeitete Auflage Stuttgart 2020, S. 281–306. ISBN 978-3-17-036108-9.
- Michael Theobald: Der Römerbrief (= Erträge der Forschung, 294). Wissenschaftliche Buchgesellschaft, Darmstadt 2000, ISBN 3-534-10912-0.
- Michael Theobald: Römerbrief. In: Religion in Geschichte und Gegenwart (RGG). 4. Auflage. Band 7, Mohr-Siebeck, Tübingen 2004, Sp. 611–618.

### Kommentare
- Giorgio Agamben: Die Zeit, die bleibt. Ein Kommentar zum Römerbrief (= edition suhrkamp 2453). Aus dem Italienischen von Davide Giuriato. Suhrkamp, Frankfurt a. M. 2006, ISBN 3-518-12453-6.
- Norbert Baumert: Christus Hochform von "Gesetz".  Übersetzung und Auslegung des Römerbriefes. Reihe Paulus neu gelesen Band 4, Echter, Würzburg 2012, ISBN 978-3-429-03404-7.
- William S. Campbell: Romans. A Social Identity Commentary. Bloomsbury, London 2023, ISBN 978-0-567-66942-1.
- Joseph Fitzmyer: Romans. A New Translation with Introduction and Commentary (= The Anchor Bible, 33). Doubleday, New York u. a. 1993, ISBN 0-385-23317-5.
- Klaus Haacker: Der Brief des Paulus an die Römer (= Theologischer Handkommentar zum Neuen Testament. Band 6). 5. Auflage. Evangelische Verlagsanstalt, Leipzig 2019, ISBN 978-3-374-02455-1.
- Robert Jewett: Romans. A Commentary (= Hermeneia). Fortress, Minneapolis 2007. ISBN 978-0-8006-6084-0.
- Eduard Lohse: Der Brief an die Römer (= Kritisch-exegetischer Kommentar über das Neue Testament, 4). 15. Auflage (1. Auflage dieser Auslegung). Vandenhoeck und Ruprecht, Göttingen 2003, ISBN 3-525-51630-4.
- Mark D. Nanos: The Mystery of Romans: The Jewish Context of Paul’s Letter. Fortress, Minneapolis 1996. ISBN 0-8006-2937-X.
- Thomas R. Schreiner: Romans (= Baker Exegetical Commentary on the New Testament, 6). Baker, Grand Rapids 1998, ISBN 0-8010-2149-9.
- Peter Stuhlmacher: Der Brief an die Römer (= Das Neue Testament Deutsch, 6). 2., durchgesehene und aktualisierte Auflage der Neufassung. Vandenhoeck & Ruprecht, Göttingen 1998, ISBN 3-525-51372-0. (Digitalisat)
- Ulrich Wilckens: Der Brief an die Römer (= Evangelisch-Katholischer Kommentar zum Neuen Testament, 6). Neukirchener Verlag, Neukirchen-Vluyn u. a. 1978–1982:
  - Teilband 1: Röm 1–5, 1978 2. Aufl. 1987, ISBN 3-545-23103-8.
  - Teilband 2: Röm 6–11, 1980 4. Aufl. 2003, ISBN 3-545-23104-6.
  - Teilband 3: Röm 12–16, 1982 3. Aufl. 2003, ISBN 3-545-23105-4.
- Ben Witherington III (mit Darlene Hyatt): Paul’s Letter to the Romans. A Socio-Rhetorical Commentary. Eerdmans, Grand Rapids 2004, ISBN 0-8028-4504-5.
- Michael Wolter: Der Brief an die Römer (= Evangelisch-Katholischer Kommentar zum Neuen Testament, Neubearbeitung, 6):
  - Teilband 1: Röm 1–8 Neukirchener Verlag und Patmos, Neukirchen-Vluyn und Ostfildern 2014, ISBN 978-3-7887-2883-0; ISBN 978-3-8436-0566-3.
  - Teilband 2: Röm 9–16 Vandenhoeck & Ruprecht und Patmos, Göttingen und Ostfildern 2019, ISBN 978-3-7887-3344-5; ISBN 978-3-8436-1106-0.

### Klassische Auslegungen
- Petrus Abaelardus: Expositio in epistolam ad Romanos. Lateinisch – deutsch. Römerbriefkommentar, 3 Bände (= Fontes Christiani, 26). Herder, Freiburg/Basel/Wien 2000.
- Karl Barth: Der Römerbrief. 15. Aufl. TVZ, Zürich 1989, ISBN 3-290-11363-9.
- Jean Calvin: Der Brief an die Römer. Ein Kommentar (= Calvin-Studienausgabe 2 Bände, Band 5.1). 3. Aufl. Neukirchener Verlag, Neukirchen-Vluyn 2012, ISBN 978-3-7887-2100-8.
- Jean Calvin: Der Brief an die Römer. Ein Kommentar (= Calvin-Studienausgabe 2 Bände, Band 5.2). 2. Aufl. Neukirchener Verlag, Neukirchen-Vluyn 2010, ISBN 978-3-7887-2175-6.
- Martin Luther: Die Vorlesung über den Römerbrief, Weimarer Ausgabe Band 56 (Digitalisat)
- Origenes: Commentarii in epistulam ad Romanos. Lateinisch und deutsch. Römerbriefkommentar, 6 Bände (= Fontes Christiani, 2). Herder, Freiburg/Basel/Wien 1990–1999.
- Erik Peterson: Der Brief an die Römer. Ausgewählte Schriften. Band 6.  Echter-Verlag, Würzburg, 1997. ISBN 3-429-01887-0.
- Adolf Schlatter: Gottes Gerechtigkeit. Ein Kommentar zum Römerbrief. 6. Auflage. Calwer Verlag, Stuttgart 1991, ISBN 3-7668-3113-5.

### Einzelstudien
- Gary W. Burnett: Paul and the Salvation of the Individual (= Biblical Interpretation Series, 57). Brill, Leiden u. a. 2001, ISBN 90-04-12297-4.
- William S. Campbell: Paul’s Gospel in an Intercultural Context. Jew and Gentile in the Letter to the Romans (= Studien zur interkulturellen Geschichte des Christentums, 69). Lang, Frankfurt a. M. u. a. 1991, ISBN 3-631-42981-9.
- Simon J. Gathercole: Where is Boasting? Early Jewish Soteriology and Paul’s Response in Romans 1-5. Eerdmans, Grand Rapids 2002, ISBN 0-8028-3991-6.
- Volker Gäckle: Die Starken und die Schwachen in Korinth und in Rom. Zu Herkunft und Funktion der Antithese in 1 Kor 8,1-11,1 und Röm 14,1-15,13 (= Wissenschaftliche Untersuchungen zum Neuen Testament, II/200). Mohr (Siebeck), Tübingen 2004, ISBN 3-16-148678-1.
- Anthony J. Guerra: Romans and the Apologetic Tradition. The Purpose, Genre, and Audience of Paul’s Letter (= Monograph Series Society for New Testament Studies, 81). Cambridge University Press, Cambridge u. a. 1995, ISBN 0-521-47126-5.
- Gertrud Yde Iversen: Epistolarität und Heilsgeschichte. Eine rezeptionsästhetische Auslegung des Römerbriefs (= Theologie interaktiv, 2). Lit Verlag, Münster u. a. 2003, ISBN 3-8258-4928-7.
- Jacek Machura: Die paulinische Rechtfertigungslehre. Positionen deutschsprachiger katholischer Exegeten in der Römerbriefauslegung des 20. Jahrhunderts (= Eichstätter Studien Neue Folge, 49). Pustet, Regensburg 2003, ISBN 3-7917-1843-6.
- John D. Moores: Wrestling with Rationality in Paul. Romans 1-8 in a New Perspective (= Monograph Series Society for New Testament Studies, 82). Cambridge University Press, Cambridge u. a. 1995, ISBN 0-521-47223-7.
- Lutz Pohle: Die Christen und der Staat nach Römer 13. Eine typologische Untersuchung der neueren deutschsprachigen Schriftauslegung. Matthias-Grünewald-Verlag, Mainz 1984, ISBN 3-7867-1129-1.
- Angelika Reichert: Der Römerbrief als Gratwanderung. Eine Untersuchung zur Abfassungsproblematik (= Forschungen zur Religion und Literatur des Alten und Neuen Testaments, 194). Vandenhoeck & Ruprecht, Göttingen 2001, ISBN 3-525-53878-2 (Digitalisat)
- Michael Theobald: Studien zum Römerbrief (= Wissenschaftliche Untersuchungen zum Neuen Testament, 136). Mohr Siebeck, Tübingen 2003, ISBN 3-16-148148-8.
- Dierk Starnitzke: Die Struktur paulinischen Denkens im Römerbrief. Eine linguistisch-logische Untersuchung (= Beiträge zur Wissenschaft vom Alten und Neuen Testament, 163). Kohlhammer, Stuttgart 2004, ISBN 3-17-018531-4.
- Krister Stendahl: Das Vermächtnis des Paulus. Eine neue Sicht auf den Römerbrief. Theologischer Verlag, Zürich 2001, ISBN 3-290-17275-9.
- Stanley K. Stowers: A Rereading of Romans. Justice, Jews, and Gentiles. Yale University Press, New Haven u. a. 1997, ISBN 0-300-07068-3.
- Christian Strecker, Joachim Valentin (Hrsg.): Paulus unter den Philosophen. Kohlhammer, Stuttgart 2013. ISBN 978-3-17-027093-0.
- Gerd Theißen, Petra von Gemünden: Der Römerbrief. Rechenschaft eines Reformators. Vandenhoeck & Ruprecht, Göttingen 2016, ISBN 978-3-525-51013-1.
- Klaus Wengst: „Freut euch, ihr Völker, mit Gottes Volk!“ Israel und die Völker als Thema des Paulus – ein Gang durch den Römerbrief. Kohlhammer, Stuttgart 2008, ISBN 978-3-17-019704-6.
- Angelika Winterer: Verkehrte Sexualität – ein umstrittenes Pauluswort. Eine exegetische Studie zu Röm 1,26 f. in der Argumentationsstruktur des Römerbriefes und im kulturhistorisch-sozialgeschichtlichen Kontext (= Europäische Hochschulschriften, 23/810). Lang, Frankfurt am Main u. a. 2005, ISBN 3-631-53766-2.